# Euromaidan

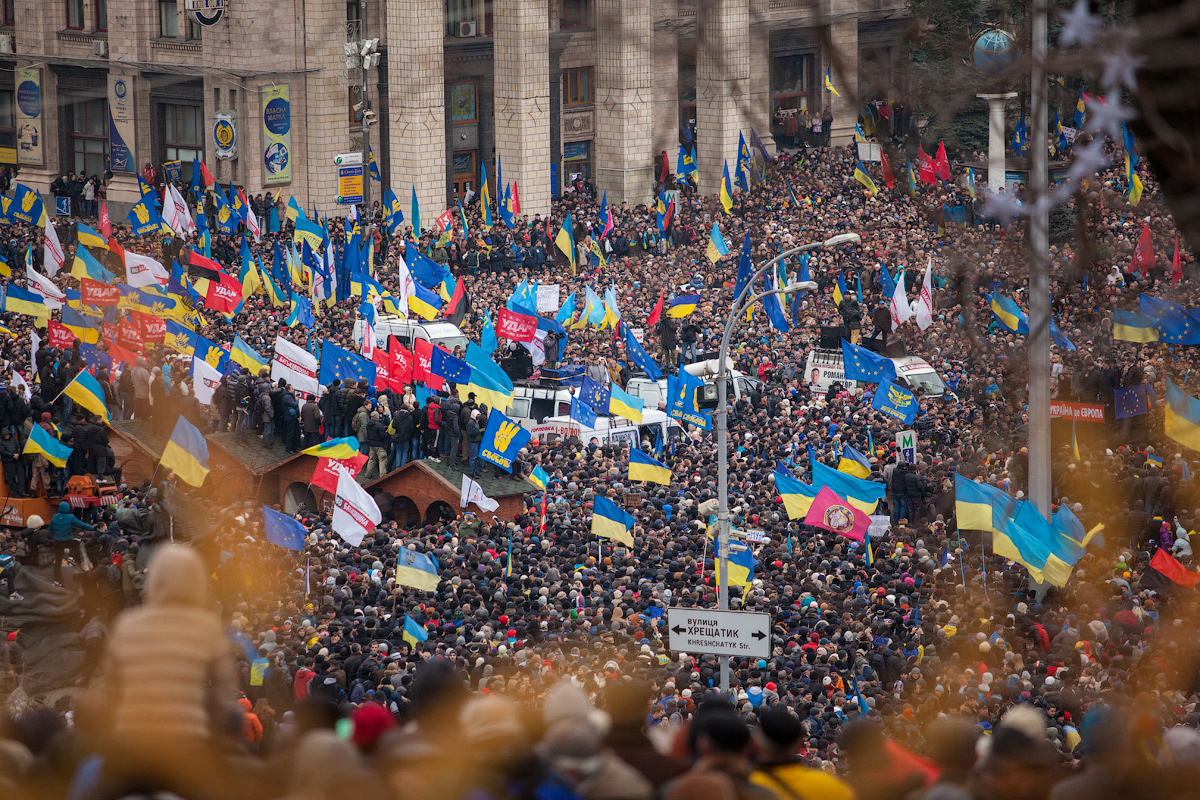
Demonstrationen auf dem Majdan Nesaleschnosti in Kiew

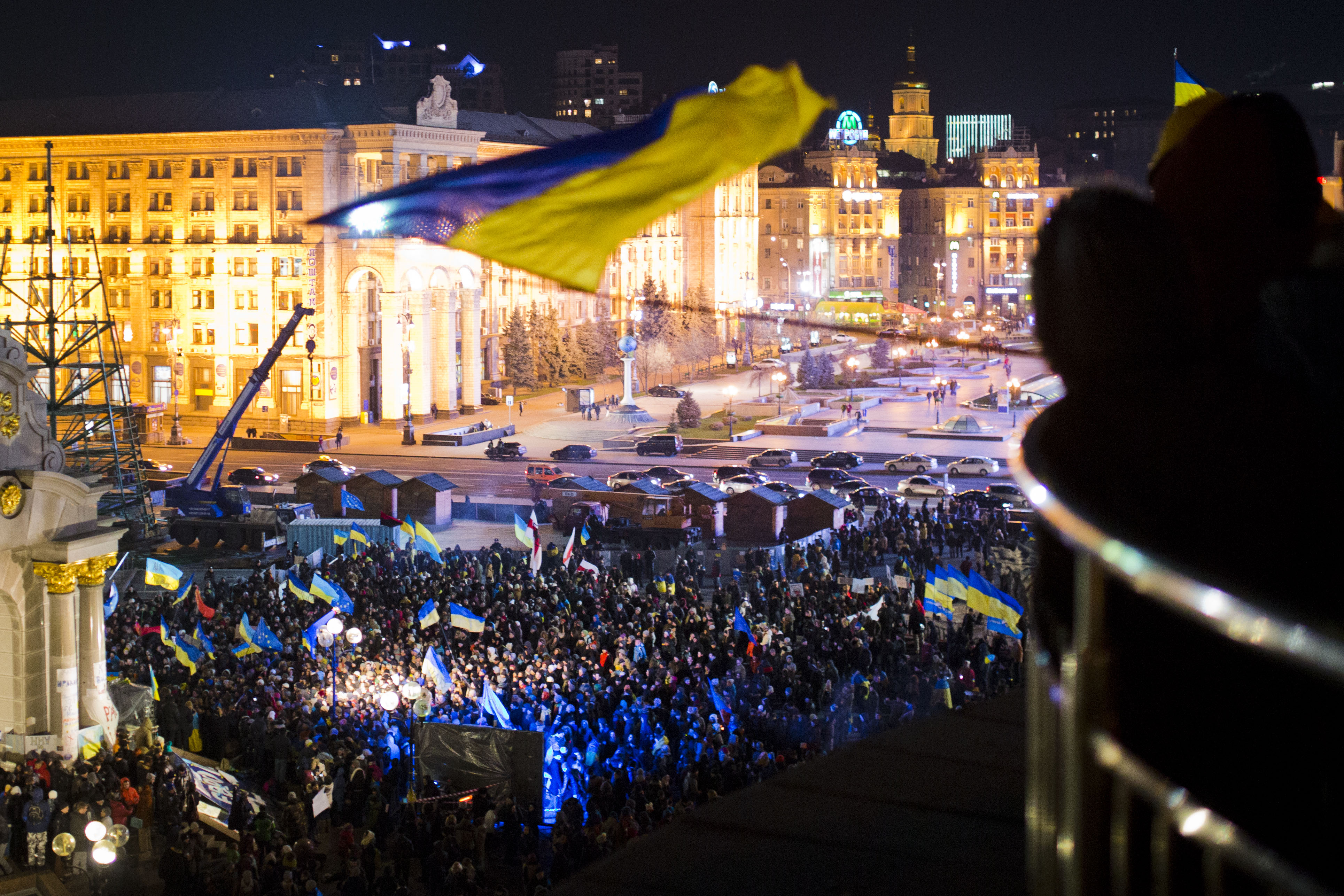
Demonstrationen am 27. November 2013 in Kiew

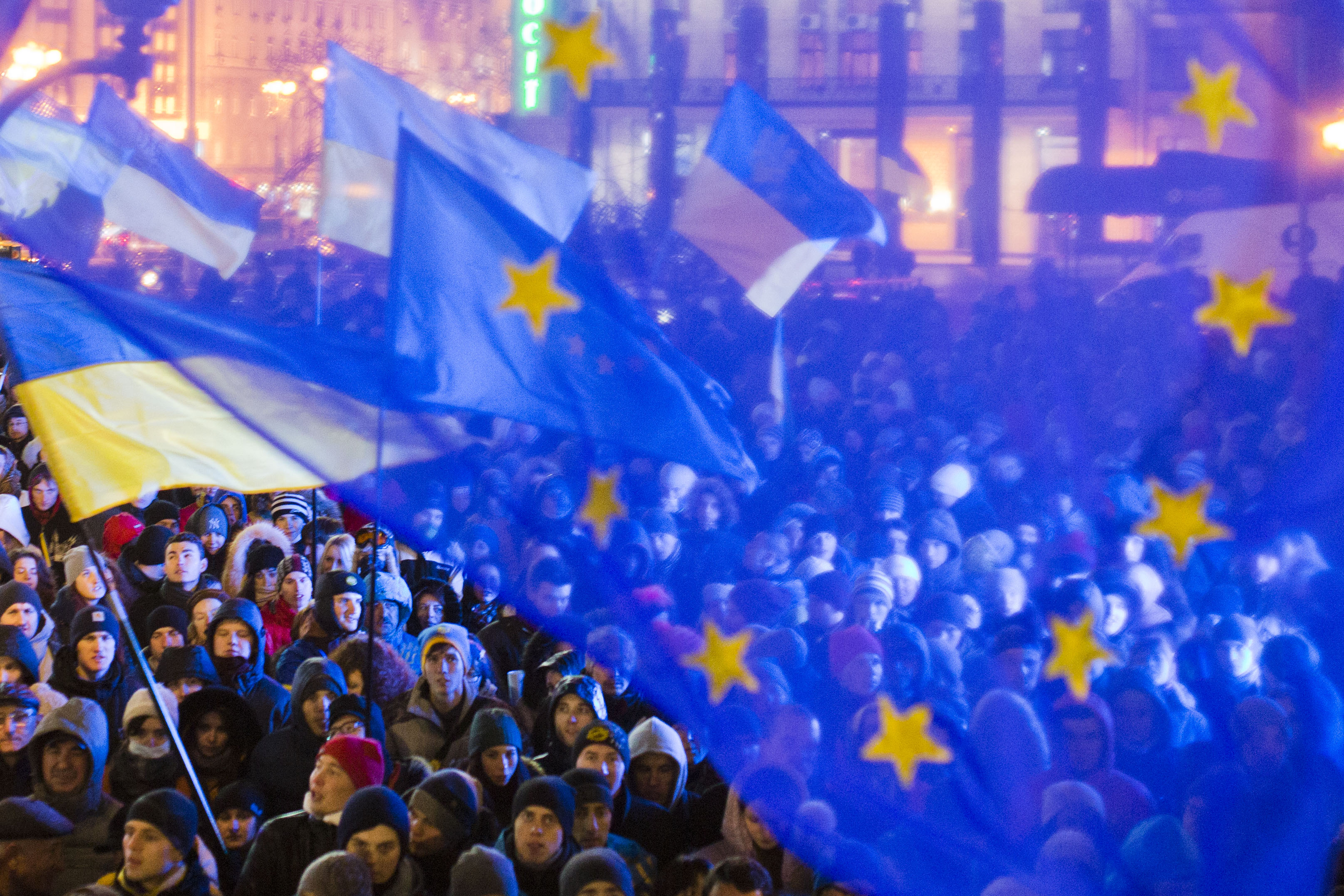
Europaflaggen auf derselben Demo

Euromaidan (auch Euromajdan, ukrainisch Євромайдан Jewromajdan, Wortbedeutung siehe unten), in der Ukraine rückblickend Revolution der Würde (ukrainisch Революція гідності Revoljucija hidnosti), bezeichnet Proteste in der Ukraine zwischen Ende November 2013 und Februar 2014. Auslöser war die überraschende Erklärung der ukrainischen Regierung (Kabinett Asarow II) im November 2013, das geplante Assoziierungsabkommen mit der Europäischen Union nicht unterzeichnen zu wollen.
Die Proteste nahmen ab dem 1. Dezember 2013 Massencharakter an, nachdem einen Tag zuvor friedliche Studentenproteste durch die Spezialeinheit Berkut der ukrainischen Polizei mit exzessiver Gewalt auseinandergetrieben worden waren. Hunderttausende Menschen nahmen an Demonstrationen auf dem Majdan Nesaleschnosti („Platz der Unabhängigkeit“) in Kiew teil; die Demonstranten forderten die Amtsenthebung von Präsident Wiktor Janukowytsch, vorzeitige Präsidentschaftswahlen sowie die Unterzeichnung des Assoziierungsabkommens mit der Europäischen Union. Trotz überdurchschnittlicher Polizeipräsenz und Räumungsversuchen dauerten die Proteste an; ab Mitte Februar 2014 kam es zu einer eskalierenden Gewaltanwendung durch die Sicherheitskräfte, die über 100 Todesopfer forderte. Nach der vereinbarten Beilegung des Konfliktes durch einen seitens der Außenminister Deutschlands, Frankreichs und Polens vermittelten Vertrag vom 21. Februar flüchtete Janukowytsch. Aufgrund der Flucht erklärte das Parlament Janukowytsch für abgesetzt. Seinen Abschluss fand der Euromaidan mit der Ernennung Oleksandr Turtschynows zum Übergangspräsidenten und der Bildung einer Übergangsregierung unter Arsenij Jazenjuk.
Während der Endphase des Euromaidan begann die russische Annexion der Krim und die russische Destabilisierung des Landes, die in den Russisch-Ukrainischen Krieg mündete.

## Wortbedeutung
Das Wort Euromaidan besteht aus zwei Teilen: Euro steht für Europa und maidan bezieht sich auf Majdan Nesaleschnosti (Platz der Unabhängigkeit), Kiews zentralen Platz, auf dem die Proteste zum größten Teil stattfanden. Die Bezeichnung „#Euromaidan“ wurde ursprünglich als Hashtag auf Twitter benutzt.
Ein dortiges Benutzerprofil mit dem Namen Euromaidan wurde bereits am ersten Tag der Proteste angelegt. Der Name wurde sehr schnell in den internationalen Medien populär.
Der Maidan war zuvor Schauplatz von Massenaktionen des zivilen Ungehorsams wie der antisowjetischen Revolution auf Granit 1990, der Kampagne Ukraine ohne Kutschma von Dezember 2000 bis März 2001, der Orangen Revolution von 2004 oder des Steuermaidans von 2010.

## Ursachen

### Nichtunterzeichnung des Assoziierungsabkommens als Anlass und Auslöser
Die mit Überraschung aufgenommene Aussetzung des Assoziierungsabkommens durch die Regierung unter Präsident Janukowytsch war zwar der Auslöser für die Proteste, aber weder das alleinige Anliegen oder Hauptanliegen aller Demonstranten noch die alleinige Ursache. Das Gorschenin-Institut in Kiew führte am 2. Dezember 2013 eine Straßenumfrage unter den Demonstranten durch: 56 Prozent der Befragten sagten, dass sie auf dem Maidan protestierten, um für den Rücktritt von Regierung und Präsident zu demonstrieren. Obwohl die Befragten mehr als einen Grund nennen durften, nannten nur 28 Prozent die Ablehnung des EU-Abkommens. Medienberichte stellen Rücktrittsforderungen schon von Anfang an dar.
Heiko Pleines (Forschungsstelle Osteuropa Universität Bremen) stellt fest, im Durchschnitt der Jahre 2004 bis 2014 seien nur 30 bis 40 Prozent der Bevölkerung für eine EU-Integration gewesen. Die Zahl der Befürworter einer Annäherung an Russland sei ebenso hoch gewesen. Im April 2014 lag die Unterstützung für das Assoziierungsabkommen bei 52,3 Prozent.
Über den Inhalt des Abkommens wussten nach eigenen Angaben nur 18 Prozent gut Bescheid, 54 Prozent gaben an, das Abkommen zwar zu kennen, aber keine Details dazu.
Den Ärger der Anhänger des Assoziierungsvertrags verstärkte, dass Janukowytsch in Sotschi mit Putin zusammentraf, um ein Abkommen über finanzielle Unterstützung und niedrigere Gaspreise als Gegenleistung für einen späteren Beitritt zur Zollunion zu unterzeichnen.

### Druck Russlands
Monate bevor die Unterzeichnung des Assoziierungsabkommens der Ukraine mit der EU fällig war, hatte Putin im Jahr 2013 mit Importsperren, anderen wirtschaftlichen Maßnahmen und Anti-EU-Propaganda den Druck auf Janukowytsch erhöht.
Vor 2012 habe Putin dem damaligen EU-Kommissionspräsident José Manuel Barroso mehrfach versichert, „dass er sich einer EU-Mitgliedschaft der Ukraine überhaupt nicht widersetzen würde“. Auch sei die russische Regierung „fünf Jahre lang im Detail über unsere Gespräche über ein Assoziierungsabkommen zwischen der EU und der Ukraine informiert gewesen“. Den Meinungswandel erklärte Barroso mit der Wiederwahl Putins zum Präsidenten im Jahr 2012, dem damit verbundenen Übergang Putins zu nationalistischer Rhetorik und seinem „Groll, weil Russland Macht in der Welt verloren hat und sich erniedrigt fühlt“.
Dies im Blick auf die Eurasische Wirtschaftsunion, welche die Staaten der ehemaligen GUS unter der Führung Russlands wirtschaftlich zusammen führen sollte
und den von der Ukraine seit 1991 begangenen Mittelweg ausschloss. Auf einer Konferenz in Jalta im September 2013 drohte Sergei Glasjew, Leiter der russischen Kommission für die Zollunion, offen mit Konsequenzen, sollte die Ukraine das Abkommen unterzeichnen. Russland könne die Staatlichkeit der Ukraine nicht mehr garantieren und könnte dazu veranlasst sein, einzugreifen, wenn prorussische Regionen um Hilfe aus Russland bitten würden. Er prognostizierte weiterhin eine aus seiner Sicht unvermeidliche Zahlungsunfähigkeit der Ukraine, was bedeutete, dass Russland dafür sorgen würde, dass diese eintritt. Seiner Entourage gegenüber erklärte Janukowytsch später die Nichtunterzeichnung als Ergebnis eines Gesprächs mit Putin, der ihm gedroht habe, die Krim und einen Teil der südöstlichen Ukraine zu okkupieren.
Micheil Saakaschwili bestätigte den Grund des russischen Drucks Mitte Februar mit einem absehbaren Wendepunkt für Russland: Er prognostizierte, dass auf dem Maidan das russische Imperium sterben werde. Andrei Illarionow sagte im Weiteren voraus, dass, falls Putin seine selbst gestellte Aufgabe, die „altrussischen Lande“ wieder zu vereinigen, nicht erreiche, es analog zu Moldawien und Georgien zu einer russischen Vereinnahmung eines Teils der Ukraine kommen werde.
Im Staatsfernsehen der Russischen Föderation war der Journalist Dmitri Kisseljow aufgetreten und hatte seinen Zuschauern nahegelegt, dass das Abkommen, das die EU der Ukraine angeboten hatte, ein Plan von Polen, Schweden und Litauen sei, um sich für die Niederlage in der Schlacht bei Poltawa im Jahr 1709 an Russland zu rächen.
Der Großteil der russischen Propaganda bezog sich jedoch auf die verwerfliche Dekadenz des Westens. Im Herbst verstärkten die russischen Medien die Propaganda.

### Zwiespältige Situation und Verunsicherung der Ukraine

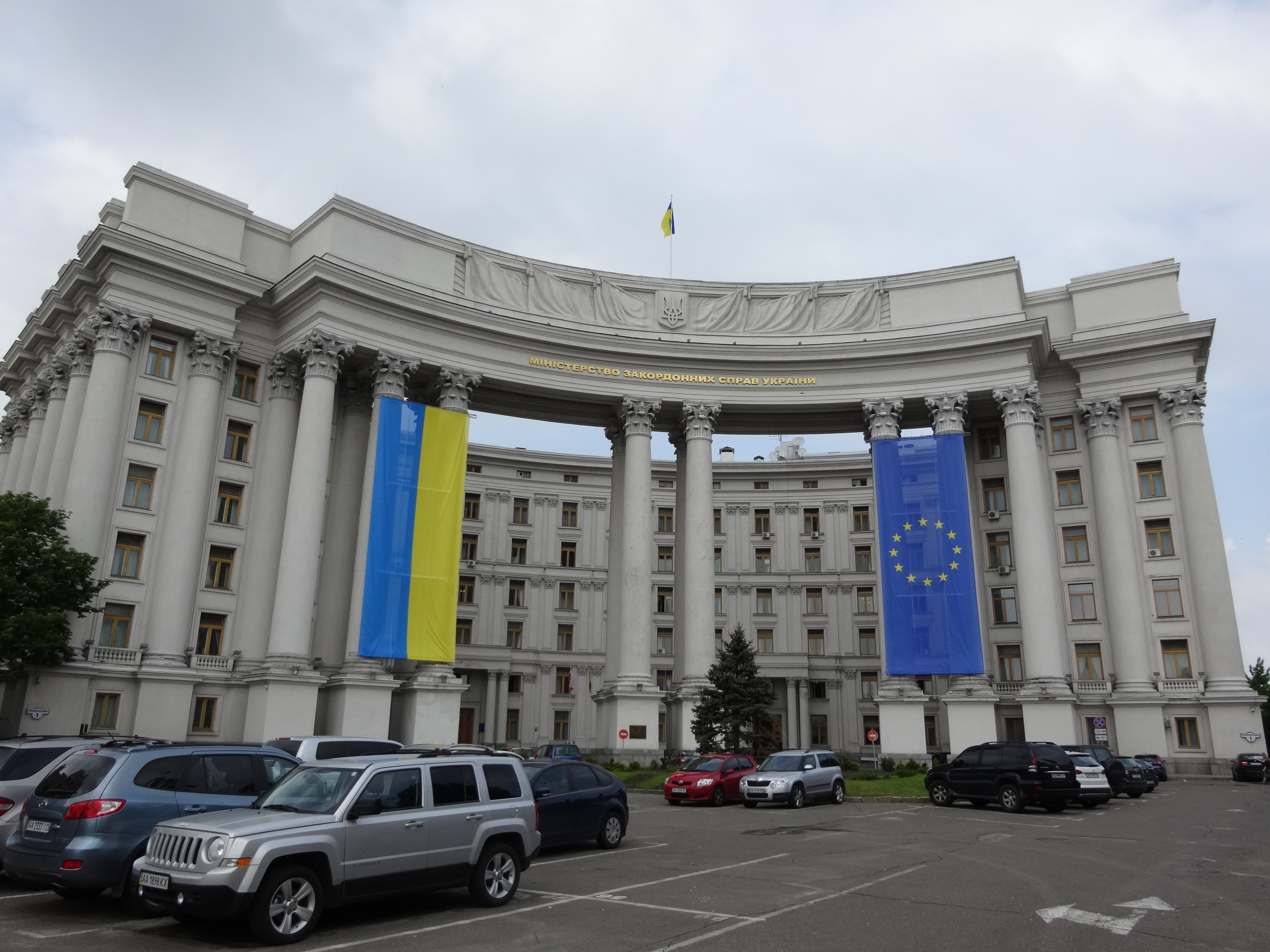
Gebäude des ukrainischen Außenministeriums mit EU-Flagge

Wachsender Druck von Russland nicht nur durch Drohungen und Versprechungen, sondern durch konkrete Handelssanktionen im Herbst 2013 kam in einer Wechselwirkung mit den sehr hohen Erwartungen und der zu geringen Sensibilität der EU für die wirtschaftliche Rezession und dem Mangel an finanziellen Reserven der Ukraine zusammen. Dazu kam das Unverständnis der EU für die Abhängigkeit der Ukraine vom Handel mit Russland – was den Druck aus Russland auf die Ukraine noch wirksamer machte. Angesichts der wirtschaftlichen Lage erschien Janukowytsch die Assoziation mit der EU zu riskant. Die Außenpolitik der Ukraine war seit 1991 meist gewesen, sich weder der einen oder anderen Seite anzuschließen. Diesen „Luxus einer multivektoralen Politik“ wollte sich Janukowytsch durch das Hinauszögern der Assoziation offen halten. Daraus entstand der Aufstand derjenigen, die mit der Entscheidung unzufrieden waren. Erst im Dezember wurde bekannt, dass der Ukraine von Russland 15 Milliarden Dollar Kredit über Staatsanleihen versprochen worden waren und eine (zeitlich begrenzte) Reduktion des Gaspreises von 400 auf 270 Dollar pro 1000 Kubikmeter.

### Unzufriedenheit mit der Regierung
1. Korruption: Der zunehmend autoritär regierende Präsident Janukowytsch hatte ein kleptokratisches System aufgebaut, das seiner persönlichen Bereicherung, der seiner Familie und Unterstützer diente.[33] Anti-Korruptions-Parolen vereinten Menschen aus dem gesamten politischen Spektrum – von der extremen Linken über Liberale bis zur extremen Rechten.[34][35]
2. Vorwurf der persönlichen Bereicherung des Präsidenten und seiner ebenfalls geflüchteten Familie:[36] Janukowytsch bewohnte einen luxuriösen Landsitz. Seine Dienstvilla Meschyhirja, seit der Unabhängigkeit der Ukraine im Jahr 1991 in Staatsbesitz, konnte Janukowytsch über Gesellschaften in London und Wien in sein Privateigentum überführen. Kurz nach der Wahl 2010 ließ er einen Kronleuchter im Wert von 8 Millionen Euro anschaffen.
3. Die schwache Wirtschaft des Landes: Im Durchschnitt hatten Ukrainer etwa ein Zehntel des Einkommens von Deutschen, bei fast den gleichen Preisen.[35]
4. Vorwurf des Wahlbetruges: Als Janukowytsch zum Präsidenten gewählt wurde, sah die OSZE keine Wahlfälschung, jedoch erkannte die unterlegene Tymoschenko die Rechtmäßigkeit des Sieges von Janukowytsch nicht an.[37] Bei den Parlamentswahlen 2012 bemängelten die Beobachter der OSZE massive Verstöße zugunsten der Partei der Regionen.[38]

Die Institutionen, vor allem im wirtschaftlichen Bereich, waren durch das sozialistische System geschaffen worden, sie wurden im Parteiinteresse kontrolliert. Eigentumsrechte waren nur eingeschränkt durchsetzbar, betrügerische Bereicherung durch Zerschlagung und Ausschlachtung von Unternehmen oder persönliche Bereicherung des Managements weitverbreitet. Daher bestand ein großer Teil des Reizes der EU für die Ukraine als institutioneller Anker.
Die Oligarchen des Donbass, die unter Janukowytsch das ganze Land beherrschten, waren allmählich über Donezk hinausgewachsen, die „russische“ Prägung ihrer Heimat verdünnte sich, und ihre Wirtschaftsinteressen waren eher „ukrainisch“ oder sogar „europäisch“ geworden. Besonders Achmetow war mit seinem Konzern System Capital Management (SCM) weit über das Donbass hinausgewachsen. Janukowytsch hatte außerdem begonnen, sein eigenes rivalisierendes Wirtschaftsimperium aufzubauen, und wurde durch seine Macht über Gerichte, Polizei und Staatsanwaltschaft zur Bedrohung der Oligarchen, vor allem des „Achmetow-Clans“, der ihn an die Macht gebracht hatte.

## Verlauf

### Ereignisse im Vorfeld
Am 30. März 2012 verkündeten die Europäische Union und die Ukraine offiziell, dass die Verhandlungen über das Assoziierungsabkommen abgeschlossen seien und das Abkommen demnächst unterzeichnet werden könne. Der EU-Kommissionschef José Manuel Barroso und die EU-Außenbeauftragte Catherine Ashton erklärten jedoch, das Abkommen nicht unterzeichnen und ratifizieren zu wollen. Als Grund wurden schon damals die „Beeinträchtigung der Demokratie sowie der rechtsstaatlichen Grundsätze“, insbesondere die Verhaftung der Oppositionellen Julija Tymoschenko und Jurij Luzenko, genannt.
Im März 2013 riefen Jazenjuk und Tjahnybok die Aktion „Ukraine, stehe auf“ ins Leben. Erklärtes Ziel von Beginn an war der Sturz Janukowytschs. Am 7. April 2013 wurde Jurij Luzenko durch eine Verordnung von Präsident Janukowytsch aus der Haft entlassen. Auch die von der EU geforderten Gesetze wurden trotz massiven Drucks Russlands aktiv zur Verabschiedung in der Werchowna Rada, dem ukrainischen Parlament, vorbereitet. Am 25. September 2013 sagte der Vorsitzende der Werchowna Rada, Wolodymyr Rybak, er sei sicher, dass das Parlament alle für die Unterzeichnung des Assoziierungsabkommens nötigen Gesetze rechtzeitig verabschieden werde.
Am 18. November 2013 äußerte Angela Merkel in einer Regierungserklärung im Bundestag Zweifel darüber, ob die Ukraine bereit für das Assoziierungsabkommen mit der EU sei. Die Ukraine müsse selbst die Voraussetzungen dafür schaffen, hätte aber im Falle einer Unterzeichnung auch bei einer Benachteiligung durch Russland die Unterstützung der EU.
Am 19. November teilte Oppositionsführer Arsenij Jazenjuk ukrainischen Medien mit, dass Präsident Janukowytsch das Abkommen nicht unterzeichnen werde.
Am 21. November gab die ukrainische Regierung um Ministerpräsident Mykola Asarow bekannt, die Vorbereitungen zur Unterzeichnung des Abkommens gestoppt zu haben. Asarow betonte, dass der „taktische Rückzug“ ausschließlich aus wirtschaftlichen Gründen getroffen worden sei und die strategische Ausrichtung der Ukraine nicht verändere.
Die Vorbereitungen waren am 21. November 2013 durch einen Regierungserlass gestoppt worden. Als Gründe wurden die Verschlechterung des volkswirtschaftlichen Zustands in der Ukraine sowie die Abkühlung der Beziehungen zu den GUS-Staaten genannt. Um den Rückgang der Industrieproduktion zu kompensieren, hätte die Ukraine einen freieren Zugang zu den europäischen Märkten benötigt. Auch die „extrem harschen Auflagen“ des Internationalen Währungsfonds (IWF), wie zum Beispiel die Erhöhung von Gaspreisen auf dem Binnenmarkt um 40 Prozent und starke Haushaltskürzungen, hätten zum Vorbereitungsstopp beigetragen. Die vom IWF geforderten Bedingungen wurden später leicht revidiert, jedoch schätzte sie die ukrainische Regierung weiterhin als „inakzeptabel“ ein.
Der EU-Gipfel, auf dem auch das Assoziierungsabkommen unterzeichnet werden sollte, fand vom 28. bis 29. November 2013 in Vilnius statt. Präsident Janukowytsch nahm zwar daran teil, jedoch wurde das in mehrjähriger Arbeit ausgehandelte Abkommen nicht unterzeichnet. Dabei äußerten beide Seiten den Wunsch, den Dialog bezüglich des Abkommens zu einem späteren Zeitpunkt weiterzuführen.

### 21. November bis 29. November 2013

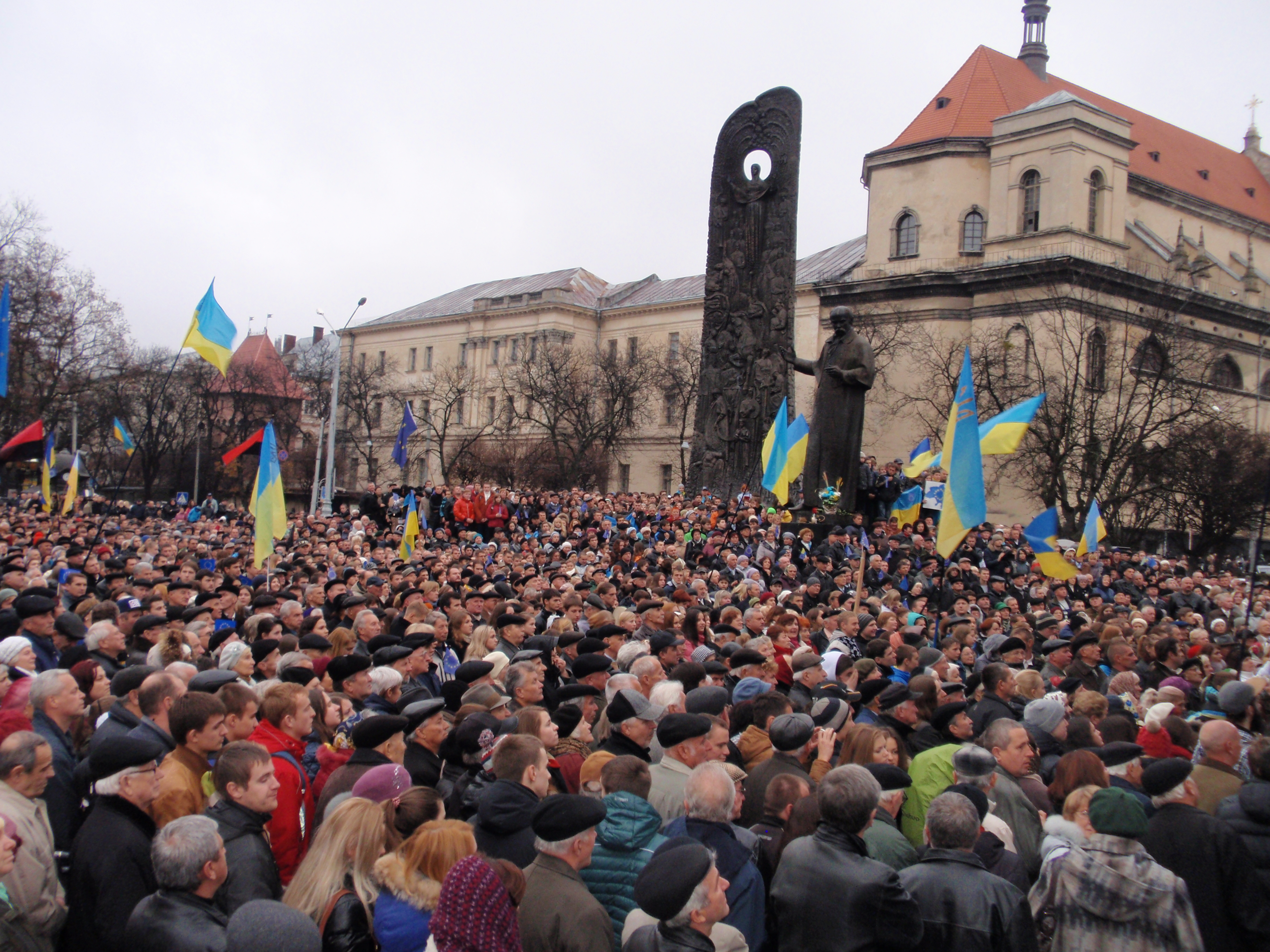
Demonstration in Lwiw, 24. November 2013

In der Nacht vom 21. November 2013 versammelten sich am Majdan Nesaleschnosti etwa 2.000 protestierende Menschen. Die Organisation der Proteste lief im Wesentlichen über soziale Netzwerke, insbesondere über Facebook und, im geringeren Maß, Twitter, ab. Als einer der Initiatoren der Proteste gilt der Journalist Mustafa Najem. Er rief am 21. November 2013 auf seiner Facebook-Seite dazu auf, sich um 22:30 Uhr auf dem Majdan Nesaleschnosti zu versammeln, um friedlich gegen die Aussetzung des Assoziierungsabkommens zwischen der Europäischen Union und der Ukraine zu protestieren. Die zwei Fernsehsender Hromadske.TV und Espreso TV beschäftigten sich intensiv mit den Protesten und solidarisierten sich weitgehend mit deren Teilnehmern.
Auch an den folgenden Tagen hielt die Protestbewegung an, wobei die Anzahl der Demonstranten mit rund 2.000 unverändert blieb. Mehrere Tausend Studenten und einige Oppositionelle schlossen sich ebenfalls der Bewegung an.
Ein erster größerer Protest mit schätzungsweise 50.000 bis 200.000 Teilnehmern fand am 24. November statt, wobei die Mehrzahl der Teilnehmer junge Menschen unter 25 Jahren waren. Tausende von Menschen reisten auch aus anderen Teilen des Landes nach Kiew, um an den Demonstrationen teilzunehmen. Nachrichtenagenturen gaben an, die Proteste seien die größten seit der Orangen Revolution von 2004 gewesen. Nachdem eine kleine Gruppe Demonstranten versucht hatte, das Amtsgebäude der ukrainischen Regierung zu stürmen, setzte die Polizei Schlagstöcke und Tränengas ein, um die Krawalle zu unterbinden.
Am 25. November 2013 kündigte Julija Tymoschenko einen Hungerstreik als Protest gegen den Regierungskurs an, beendete diesen aber einige Tage später.
Nach der Demonstration am 24. November wurde in vielen Universitäten, beispielsweise im Polytechnischen Institut in Charkiw, in der Nationaluniversität der Nahrungsmitteltechnologien in Kiew, in der Bogomolez-Universität für Medizin in Kiew sowie einigen anderen Instituten und Universitäten, eine Anwesenheitskontrolle eingeführt. Denjenigen, die während der Vorlesungszeit oder auch abends an den Protesten teilnahmen, drohte Exmatrikulation. Die von der Regierung erhoffte abschreckende Wirkung blieb allerdings aus. Die Anzahl der an den Protestmärschen teilnehmenden Studenten stieg von 2.000 am 26. November auf mehr als 10.000 am 28. November an.
Als am 29. November bekannt wurde, dass das Assoziierungsabkommen nicht unterzeichnet worden war, strömten wieder zehntausende Menschen zum Majdan Nesaleschnosti. Auch in Lwiw gab es eine große Demonstration mit 20.000 Teilnehmern. Einige in der Ukraine beliebte Sänger, wie Swjatoslaw Wakartschuk mit Okean Elsy und Ruslana Lyschytschko, sowie viele Oppositionelle, darunter Arsenij Jazenjuk, Vitali Klitschko (UDAR) sowie Oleh Tjahnybok (Allukrainische Vereinigung „Swoboda“), riefen auf dem Maidan zu einer friedlichen Revolution auf und forderten den Rücktritt Janukowytschs. In Lwiw wurde eine Menschenkette zur Grenze mit der Europäischen Union gebildet, die nach Aussagen der Organisatoren sogar über die polnische Grenze hinausreichte.

### 30. November bis 1. Dezember 2013

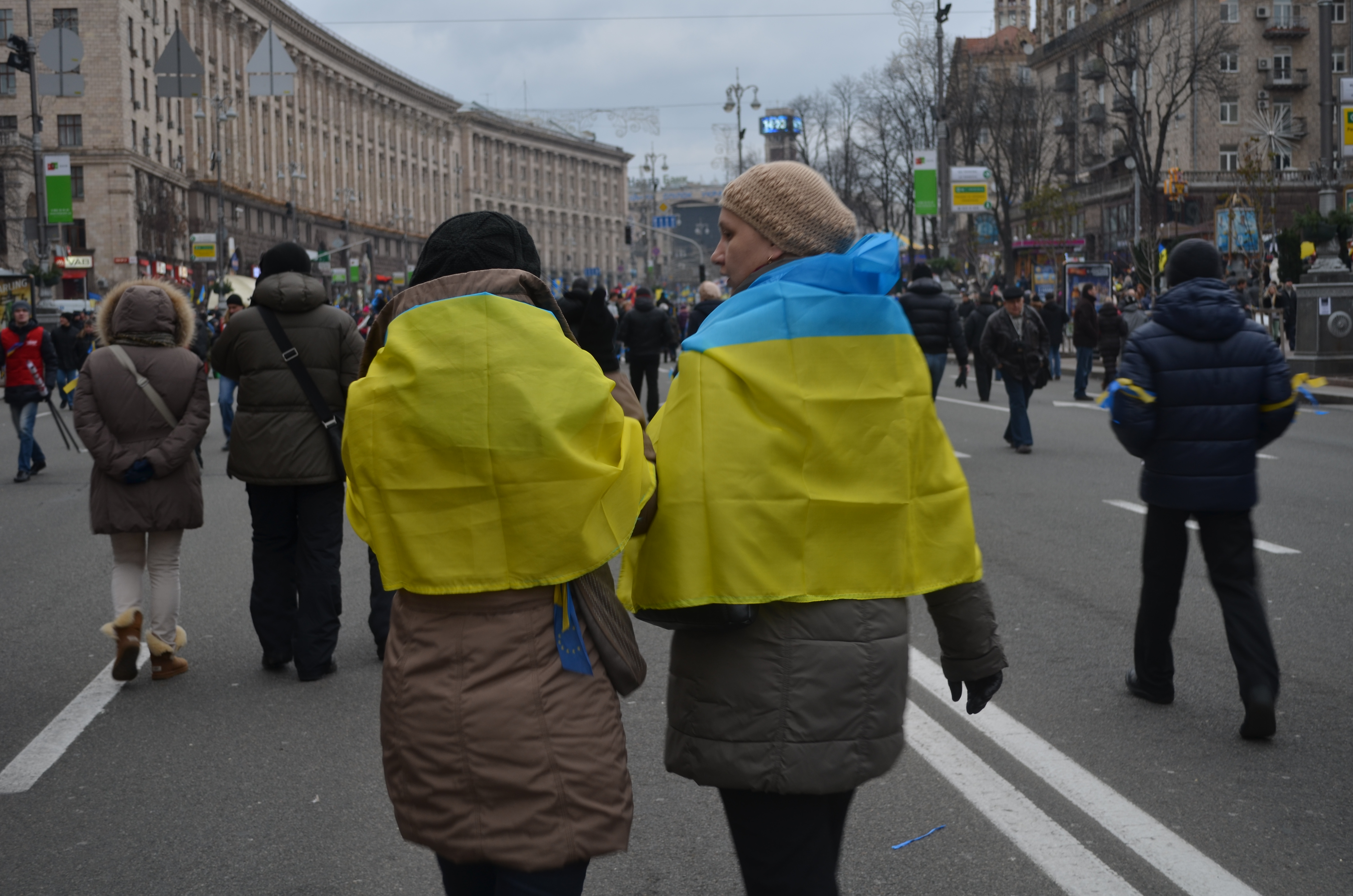
Demonstrationen am 1. Dezember 2013 in Kiew.

Unter dem Vorwand, einen Weihnachtsbaum auf dem Majdan Nesaleschnosti aufstellen zu wollen, griff die Spezialeinheit Berkut in der Nacht auf den 30. November etwa um 4:00 Uhr das Lager der Demonstranten an. Die Polizei ging ungewöhnlich hart vor, es wurden etwa 80 Personen verletzt, darunter auch ein Reuters-Kameramann und ein Fotograf. Gejagt durch die Polizei, flohen etwa 50 Protestierende zum St. Michaelskloster, wo sie letztlich Zuflucht fanden. Daraufhin belagerte die Polizei das Kloster.
Der Entscheid, die Demonstranten zu vertreiben, war möglicherweise im Glauben gefallen, die Teilnehmer wären bezahlt gewesen, so wie das bei Demonstrationen der Partei der Regionen jeweils üblich gewesen war. Teilnehmer von bezahlten Protesten wären normalerweise einfach davongerannt und es wäre keine derartige Gegenwehr zu erwarten gewesen. Eine Studie von Chatham House ermittelte russische Finanzierungen von Aktivitäten speziell in der Ukraine, Georgien und Moldawien von 130 Millionen Dollar pro Jahr ab dem Jahr 2012. Mit den russischen Geldern werde ein Netzwerk zur Manipulation und zur Kreierung von Feindbildern unterhalten. Laut einer von Peter Haffner zitierten ukrainischen Historikerin hatte sich das Regime die es unterstützenden Kundgebungen 15 Euro pro Tag und Teilnehmer kosten lassen.
Am selben Tag versammelten sich alleine vor dem Kloster ca. 5.000 Menschen. Nachdem die Studenten brutal zusammengeprügelt worden waren, kamen die Veteranen des Afghanistankrieges, „um ihre Kinder zu verteidigen“. Einige Regierungsgegner begannen, „Selbstverteidigungseinheiten“ – wie sie sich bezeichneten – zu bilden. Gegen Abend wuchs die Zahl der Demonstranten vor dem Kloster auf 10.000 an.
Geschätzte weitere 10.000 waren auf dem Weg aus Lwiw nach Kiew, um sich den Protesten in der Hauptstadt anzuschließen. Um den Ablauf der Proteste zu koordinieren, wurde von den Oppositionsparteien Batkiwschtschyna, UDAR und Swoboda eine „Zentrale des Nationalen Widerstands“ eingerichtet.
Obwohl ein Kreisgericht in Kiew in der Nacht vom 30. November Versammlungen auf dem Majdan verbot, demonstrierten am 1. Dezember geschätzte 400.000 bis 800.000 Menschen gegen die Regierung. Im Rahmen der Proteste rief die Opposition zu einem landesweiten Generalstreik und zum Ausbau einer Zeltstadt auf dem Majdan auf.
Regierungsgegnern gelang es, das Kiewer Rathaus sowie das Haus der Gewerkschaften zu besetzen.
Die Webseite des ukrainischen Innenministeriums war den ganzen Tag nicht erreichbar. Laut Medienberichten waren Hackerangriffe dafür verantwortlich, jedoch übernahm niemand die Verantwortung für den Angriff.
Am frühen Abend des 1. Dezembers kam es vor dem Administrationsgebäude des Präsidenten zu gewalttätigen Auseinandersetzungen. Regierungsgegner warfen Pflastersteine, attackierten Polizisten mit Metallketten und versuchten, deren Reihen mit einem Bagger zu durchbrechen. Die Opposition versicherte, dass die Demonstration auf dem Majdan friedlich sei, und erklärte, die Krawalle würden von den von der Regierung angeheuerten Tituschki (siehe dazu Anti-Maidan), insbesondere von Dmytro Kortschynskyj und seiner rechtsradikalen Organisation Bratstwo (Brüderschaft), angestiftet. Vitali Klitschko mahnte die Demonstranten zur Vorsicht und gab zu bedenken, es sei gefährlich, öffentliche Gebäude zu stürmen. Einige Oppositionelle, vor allem der Abgeordnete Petro Poroschenko, versuchten, den Angriff zu stoppen, jedoch ohne Erfolg.
Auffällig war das Verhalten der Ordnungskräfte. Deren vorderste Reihen bestanden ausschließlich aus jungen Kadetten, die in den ersten Stunden des Angriffs nur mit einer leichten Schutzrüstung, jedoch nicht mit Metallschilden, ausgestattet worden waren. Die mit Schlagstöcken, Tränengas und Blendgranaten ausgerüsteten Berkut-Einheiten hielten sich in einiger Entfernung von den Auseinandersetzungen auf. Es waren allerdings diese Berkut-Einheiten, die letztlich den Gegenangriff ausführten. Dabei gingen sie außerordentlich hart vor. Mehrere Hundert Demonstranten und zufällige Passanten sowie über 40 Journalisten, darunter auch Ausländer, wurden zum Teil schwer verletzt. Journalisten und Ärzte wurden auch dann geschlagen, wenn sie ihre Ausweise zeigten und deutlich zum Ausdruck brachten, dass sie nicht an Protesten teilnähmen. Dutzende Personen wurden festgenommen.

### 2. Dezember bis 7. Dezember 2013
In der Woche nach den Auseinandersetzungen verliefen die Proteste trotz angespannter Lage friedlich. Dabei wurde nicht nur auf dem Majdan, sondern auch im Regierungsviertel demonstriert. Obwohl das Kiewer Rathaus von den Demonstranten besetzt war, durften die Angestellten, die dort arbeiteten, das Gebäude betreten und ihren Aufgaben nachgehen. Die Zeltstadt auf dem Maidan wurde weiter befestigt und ausgebaut, es wurden Küchen, große Bildschirme und Lautsprecheranlagen installiert sowie mehrere Zelte aufgeschlagen. Drei Großstädte in der Westukraine, Lwiw, Iwano-Frankiwsk und Ternopil, riefen einen Generalstreik als Zeichen ihrer Unterstützung der Proteste aus.
Am Mittag des 3. Dezembers initiierte die Opposition ein Misstrauensvotum gegen Ministerpräsident Asarows Regierung, das jedoch mit 186 statt der benötigten 226 Stimmen erwartungsgemäß scheiterte, da die regierungsfreundliche Partei der Regionen zusammen mit der verbündeten Kommunistischen Partei die parlamentarische Mehrheit besaß. In seiner Ansprache zum Parlament forderte Asarow die Protestler auf, die besetzten Gebäude freiwillig zu räumen, sonst sei eine Zwangsräumung nicht auszuschließen.
Trotz der andauernden Proteste verließ Präsident Janukowytsch am 3. Dezember das Land zu einem mehrtägigen offiziellen Besuch in Peking. Am 6. Dezember legte er auf seinem Rückweg in die Ukraine außerdem einen ungeplanten Zwischenstopp in Sotschi ein, um die aktuelle Lage mit Präsident Putin zu besprechen. Als das Gerücht laut geworden war, Janukowytsch hätte ein „wichtiges Abkommen“ insgeheim unterzeichnet, nach dem die Ukraine ein Darlehen in Höhe von 5 Milliarden Euro sowie hohe Rabatte beim Gaspreis erhalten und sich im Gegenzug verpflichtet habe, zu einem späteren Zeitpunkt der Zollunion beizutreten, forderte die Opposition, alle unterzeichneten Dokumente sofort offenzulegen. Jedoch bestritten beide Regierungen vehement, Dokumente in Sotschi unterzeichnet zu haben, obwohl der Pressesprecher des russischen Präsidenten, Dmitri Peskow, zugab, dass es Gespräche über Gaspreisreduktionen und finanzielle Hilfe für die Ukraine gegeben hätte. Am selben Tag brachen mehrere Demonstrantengruppen zur privaten Residenz Meschyhirja des Präsidenten auf, wurden jedoch durch das massive Aufgebot von Polizei und Berkut gestoppt.

### 8. Dezember 2013 bis 15. Januar 2014
Die dritte und bis dahin größte Protestwelle ereignete sich in Kiew am 8. Dezember. Mindestens 500.000 Menschen demonstrierten an diesem Tag auf dem Majdan. Die Opposition ging sogar von einer Million Teilnehmern aus und bezeichnete diese Demonstration als „den Marsch der Millionen“. Später am Abend demolierte eine Gruppe maskierter Menschen eine Leninstatue auf dem Taras-Schewtschenko-Boulevard in der Nähe des zentralen Bessarabska-Platzes und installierte stattdessen auf dem Sockel die gelbblaue Flagge. Die Menschen riefen dabei aus: „Janukowytsch, du bist der Nächste“. Die Polizei hatte sich zuvor zurückgezogen und unternahm keine Versuche, diese Gruppe aufzuhalten. Auf dem Maidan trafen sich Jung und Alt, Städter und Ukrainer vom Land, Angehörige jeder Ethnie, Religion, Klasse und Kultur, schrieb Peter Haffner, der die Ereignisse vor Ort erlebt hatte.
Trotz mehrerer Zusicherungen Janukowytschs, er werde alles tun, um die Lage zu entschärfen, verdichteten sich am 9. Dezember Meldungen über eine gesteigerte Aktivität der Exekutivorgane. Oleh Tjahnybok warnte, die Regierung habe vor, die Zeltstadt auf dem Maidan in den nächsten Tagen zu räumen.
Am frühen Morgen des 9. Dezembers durchbrachen etwa 730 Soldaten aus den Spezialeinheiten Tiger und Leopard die Blockade, welche einige Tage zuvor von EuroMaidan-Aktivisten eingerichtet worden war, und nahmen eine Position unweit des Majdans Nesaleschnosti ein. Am gleichen Tag wurden die drei dem Majdan nächstgelegenen U-Bahn-Stationen auf Grund einer angeblichen Bombendrohung gesperrt; eine Station wurde später allerdings wieder geöffnet. Kurz darauf begann die Polizei mit der Räumung von Protestlagern im Regierungsviertel, die Polizei ließ Provokateure gewähren.
Im Rahmen einer Razzia in einem der Kiewer Büros der nationalistischen Oppositionspartei Batkiwschtschyna zerstörte eine Spezialeinheit mit taktischer Ausrüstung alle Server, die der Partei sowie den unabhängigen Zeitschriften INTV, Evening News und Censor.Net.ua gehörten. Obwohl die Polizei zunächst ihre Beteiligung daran abstritt, räumte später der Minister des Innern ein, die Razzia sei im Rahmen eines Strafverfahrens zu „Betrug und Missbrauch von Büroflächen“ durchgeführt worden.

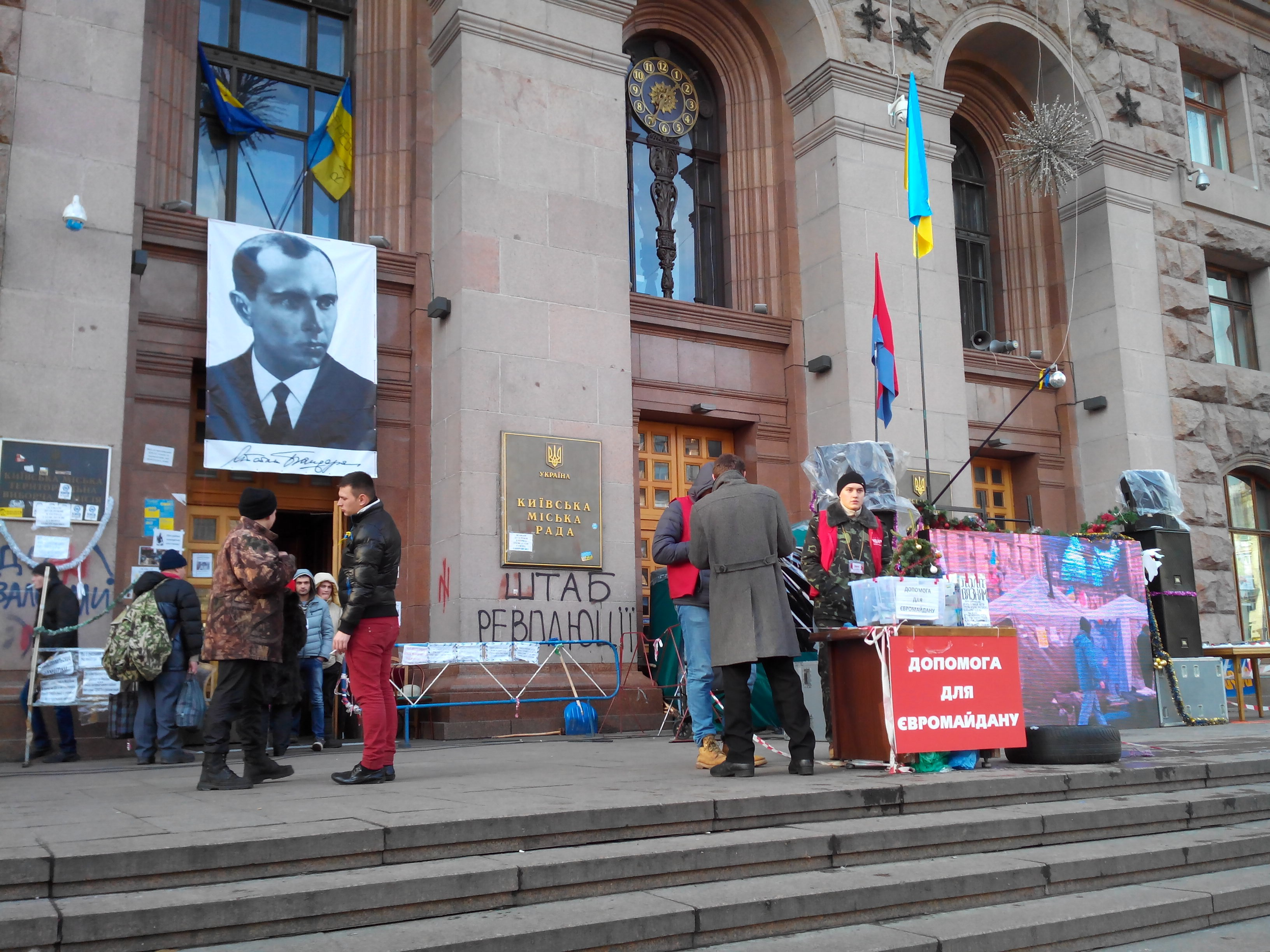
Stepan-Bandera-Porträt, Rathaus Kiew, 14. Januar 2014

Am 10. und 11. Dezember 2013 besuchten Victoria Nuland und Catherine Ashton den Maidan. Nuland sprach mit den Demonstranten und half Essensrationen zu verteilen. Sie sprachen mit Oppositionsführern und der Regierung. Als die Sicherheitskräfte mitten in der Nacht mit über 1000 Mann einen Vorstoß durch die Barrikaden unternahmen, waren innerhalb kürzester Zeit Tausende Menschen alarmiert, die nach und nach eintrafen.
Die Vorsteher mehrerer Kirchen vermittelten während des Konfliktes und stellten sich in vollem Ornat zwischen die Fronten, so auch der Pfarrer der evangelisch-lutherischen Kirche, Ralf Haska. Er berichtete darüber in den deutschen Medien. Alle Glocken des St. Michaelsklosters wurden geläutet, angeblich das erste Mal seit der Invasion 1240.
Am 14. Dezember 2013 stimmte der ukrainische Präsident Wiktor Janukowytsch nach Ermittlungen des Generalstaatsanwalts Wiktor Pschonka der Amtsenthebung des stellvertretenden Chefs des Sicherheitsrates Wolodymyr Siwkowytsch (Володимир Леонідович Сівкович) und des Leiters der Kiewer Stadtverwaltung Oleksandr Popow zu. Grund sei die „mutmaßliche Verwicklung“ in die „Verletzung der Rechte“ der Demonstranten auf dem Majdan Nesaleschnosti. In der Nacht zum 30. November 2013 seien Popow und Siwkowitsch im Arbeitszimmer des Polizeichefs von Kiew, Walerij Korjak (Валерій Володимирович Коряк), gewesen und sollen ihn dazu genötigt haben, gewaltsam gegen die Demonstranten vorzugehen.
Am 17. Dezember 2013 bot Russland der Ukraine an, ukrainische Staatsanleihen im Wert von 15 Milliarden Dollar zu kaufen und den Preis für Gaslieferungen zu reduzieren.
Am ersten Weihnachtstag wurde die Journalistin Tetjana Tschornowol auf der Autobahn in der Nähe des Kiewer Flughafens Boryspil verfolgt, von der Straße gedrängt und von einer Gruppe von Männern aus ihrem Auto gezerrt worden, die sie dann fast zu Tode prügelten. Sie hatte die Verfolgung mit ihrer Dashcam gefilmt. Nach Janukowytschs Flucht wurden Dokumente sichergestellt, die eine Liste mit Personen enthielten, die Janukowytsch als Feinde ansah. Auf dieser Liste befand sich auch der Name, ein Foto und das Kennzeichen von Tetjana Tschornowol.
Auch in den folgenden Wochen und über die Jahreswende zu 2014 hinaus erfolgten weitere oppositionelle Protestkundgebungen in Kiew.

### 16. Januar 2014 bis Mitte Februar 2014

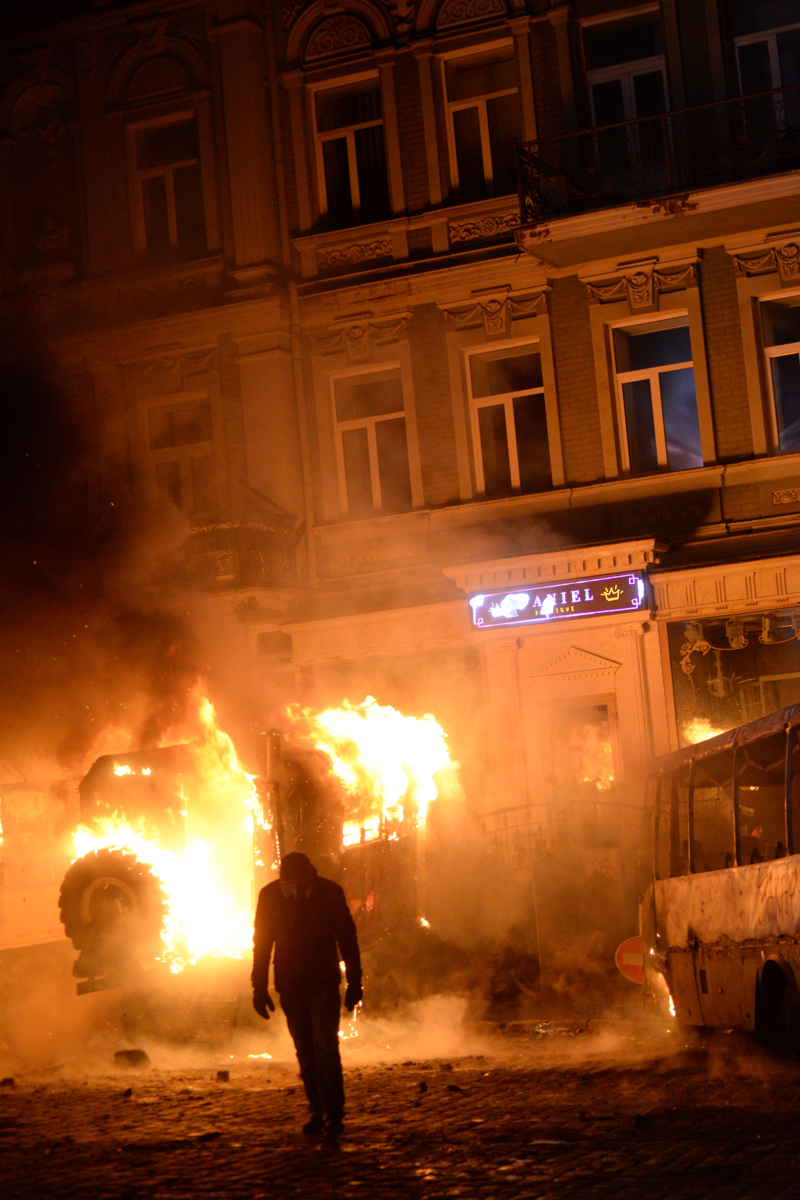
Brennende Barrikaden (Januar 2014)

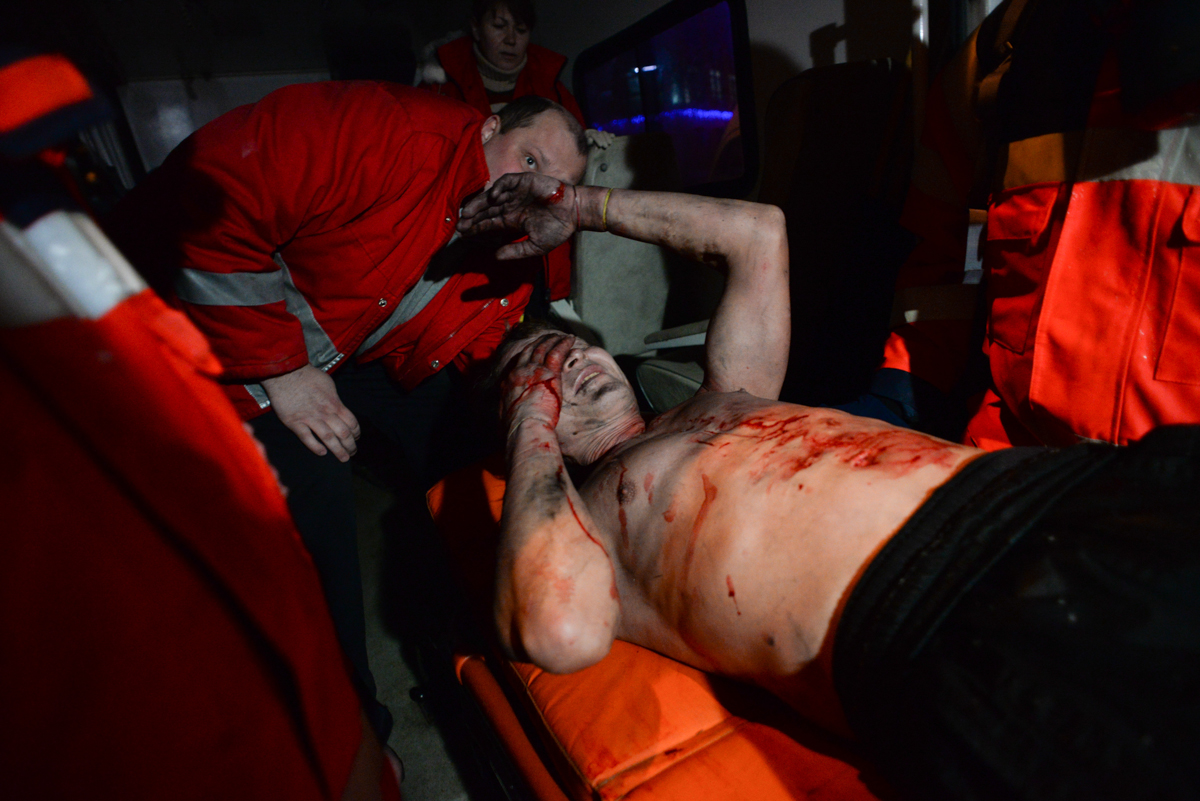
Ein bei Protesten auf dem Maidan verletzter Demonstrant

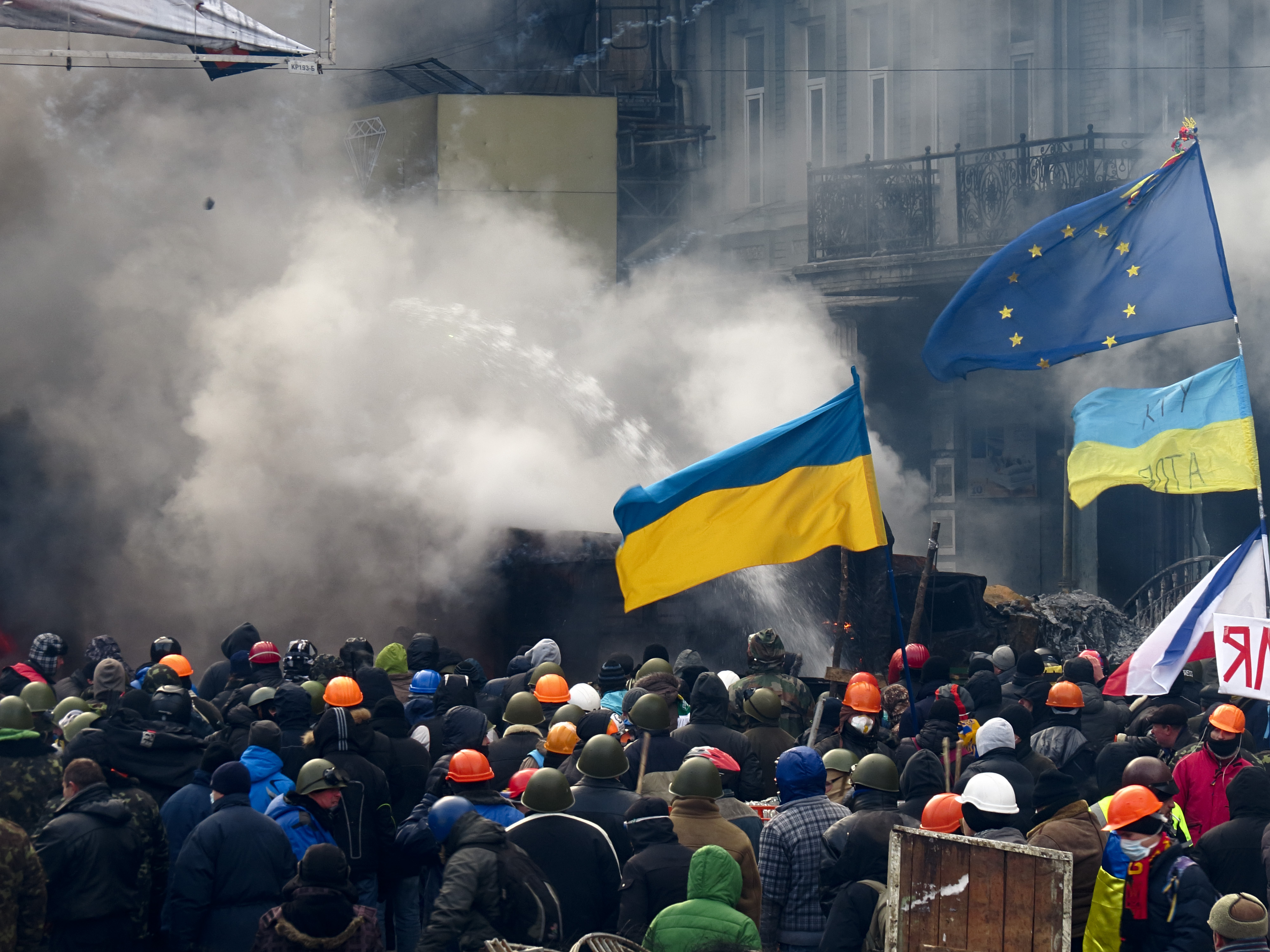
Demonstrationen am 23. Januar 2014 in Kiew.

Angesichts der anhaltenden Proteste erließ das ukrainische Parlament am 16. Januar 2014 unter Umgehung der Parlamentsregeln per Handzeichen eine Reihe von Gesetzen, die das Demonstrationsrecht massiv einschränkten. Nach der neuen Gesetzgebung war jede Form von regierungsfeindlichem Protest „extremistisch“ und konnte mit bis zu 15 Jahren Gefängnis bestraft werden. Verboten war nun das Blockieren des Zugangs zu Regierungsgebäuden oder deren Besetzung, das Aufstellen von Zelten und Bühnen auf öffentlichen Plätzen, das Fahren in einer Kolonne von mehr als fünf Autos, das Blockieren von Straßen, die Verleumdung von Regierungsbeamten und das Tragen von Helmen. Die neuen Regeln wurden schon bald als „Diktaturgesetze“ bezeichnet.
Am 19. Januar demonstrierten Tausende von Menschen gegen die „Diktaturgesetze“ und es kam zu schweren Ausschreitungen. Aktivisten zogen in Richtung Parlament, wo sie auf eine Blockade von Polizeikräften trafen. Die Demonstranten griffen die Polizeibarrikaden mit Baseballschlägern, Rohren und Brechstangen an, während die Beamten mit Blendgranaten und Tränengas zurückschlugen. Die Auseinandersetzungen eskalierten weiter: Pflastersteine und Molotowcocktails wurden in die Menge der Bereitschaftspolizei geworfen, Reifen wurden mit Benzin in Brand gesetzt. Ein Polizeibus ging in Flammen auf. Die Polizei setzte Wasserwerfer ein und feuerte mit Schrotflinten und Scharfschützengewehren in die Menge der Demonstranten. Die Berkut-Einheiten verwendeten dabei Gummigeschosse, Schrotkugeln und panzerbrechende Munition. Am 22. Januar wurden der armenischstämmige Sergeij Nigojan und der Belarusse Michail Schysnewski durch Polizeikräfte erschossen. Schysnewski wurde drei Jahre später als erster Ausländer posthum mit dem Titel Held der Ukraine ausgezeichnet. Am selben Tag wurde der Aktivist Roman Senyk getötet.
Im Laufe des Januars und Februars fanden eine Reihe von Angriffen auf Aktivisten und Journalisten statt. Am 21. Januar wurde Juri Werbizki und ein weiterer Aktivist bei ihrer Ankunft in einem Krankenhaus von einer Gruppe Tituschkis abgefangen und in einen Lieferwagen gezerrt. Die Männer wurden in ein Waldgebiet außerhalb von Kiew gefahren, wo sie unter körperlicher Gewalt zu einem Geständnis gezwungen werden sollten, dass die Demonstranten von Washington und der EU bezahlt werden würden. Werbizkis Leiche wurde später in einem Waldstück östlich von Kiew gefunden. Der Europäische Gerichtshof für Menschenrechte verurteilte im Januar 2021 den ukrainischen Staat zu einer Entschädigungszahlung für Werbizkis Tod. Dmitro Bulatov, ein Anführer des „Automaidan“, die Autos und Lastwagen als Mittel des Protests einsetzten, war mehr als eine Woche lang verschwunden. Er wurde schwer misshandelt und blutig aufgefunden, und ihm fehlte ein Teil seines rechten Ohrs. Der Journalist Vyacheslav Veremiy wurde von maskierten Männern aus seinem Auto gezerrt und in die Brust geschossen. Er starb im Krankenhaus.
Die Gewaltausbrüche radikalisierten die Proteste und die Demonstranten erhoben eine Reihe neuer Forderungen wie die Freilassung und Amnestie der verhafteten Demonstranten, die Rückgängigmachung der Gesetze vom 16. Januar und die Rückkehr zur Verfassung von 2004. Viele forderten nun den Rücktritt von Janukowytsch.
Für den Fall, dass Janukowytsch gestürzt würde, äußerte sich Andrij Tarassenko (Андрій Іванович Тарасенко), ein Führer des Rechten Sektors: „Wir würden ihm und seiner Familie 24 Stunden geben, das Land zu verlassen, andernfalls gibt es ein Revolutionstribunal.“
Am 25. Januar machte Janukowytsch den Oppositionspolitikern Arsenij Jazenjuk und Vitali Klitschko ein überraschendes Angebot: Jazenjuk sollte Ministerpräsident und Klitschko Vize-Ministerpräsident in einem neuen Kabinett unter Präsident Janukowytsch werden. Jazenjuk schrieb auf Twitter, dass es keine Einigung geben werde, schloss aber auch nicht aus, das Amt anzunehmen. Klitschko erklärte, er würde nur zustimmen, wenn Janukowytsch neuen Präsidentschaftswahlen zustimmen würde. Die Vereinigten Staaten bemühten sich, beide zum Einlenken zu bewegen, und versuchten, unter anderem die Vereinten Nationen einzubinden. Die USA hofften, dass Jazenjuk und nicht Klitschko neuer Ministerpräsident werden würde und wollten den rechtsextremen Swoboda-Führer Oleh Tjahnybok aus der Regierung heraushalten. Einzelheiten der US-Position wurden in einem vermutlich von Russland heimlich aufgezeichneten Telefongespräch zwischen Victoria Nuland und Botschafter Geoffrey Pyatt bekannt. Es handelte sich dabei um die gleiche Vereinbarung, die die EU-Außenminister nach den Ausschreitungen vom 18. Februar mit Janukowytsch auszuhandeln versuchten. Trotz Nulands Beschwerden über die EU und des Streits, den ihr Ausbruch auslöste, vertraten die Europäische Union und die Vereinigten Staaten ähnliche Positionen, die Janukowytsch an der Macht gehalten hätten.
Am 28. Januar erklärten Ministerpräsident Mykola Asarow und die gesamte ukrainische Regierung ihren Rücktritt. Klitschko kommentierte: „Dies ist nicht ein Sieg, sondern ein Schritt zum Sieg.“ Kurz darauf beschloss das Parlament mit großer Mehrheit (361 von 412 Stimmen) die Abschaffung der am 16. Januar gerade erst erlassenen umstrittenen Gesetze, die die Meinungs- und Versammlungsfreiheit eingeschränkt hatten.
Am 4. Februar erklärte Dmytro Jarosch, ein Sprecher des Rechten Sektors in einem TIME-Interview, er und seine Kräfte seien bereit zum „bewaffneten Kampf“, seine Organisation verfüge auch über Schusswaffen.
Im Februar 2014 sprachen sich über die Hälfte der befragten Demonstranten des Maidan für die Bildung bewaffneter Formationen aus. Ihr Ziel war laut Andrew Wilson, eines Senior Fellows des European Council on Foreign Relations, eine nationale Revolution gegen die „kreolischen Machthaber“ – gegen die „russisch sprechende kriminelle Compradoren-Elite der Ukraine“.

### Eskalation ab dem 18. Februar 2014 und Wende

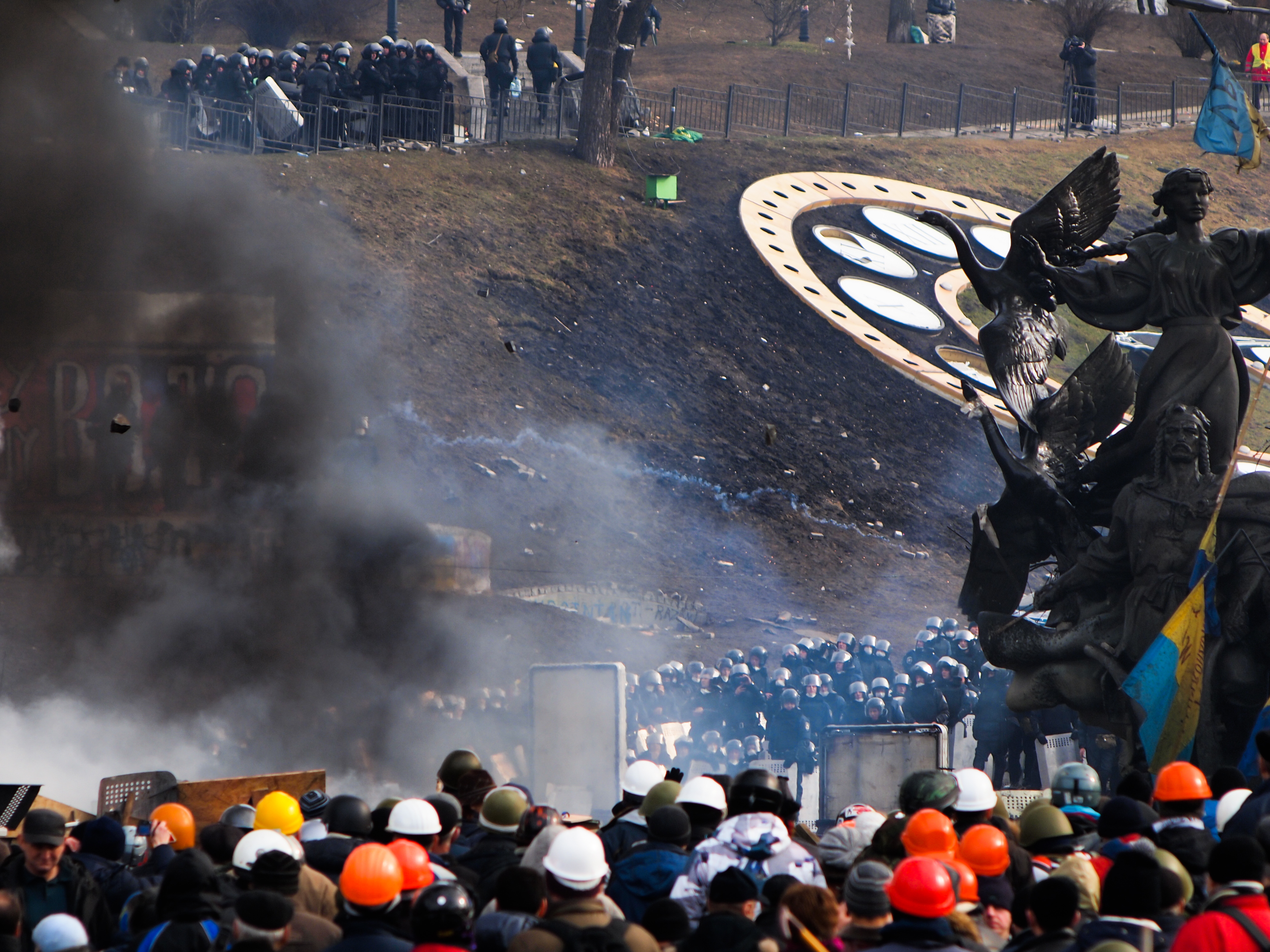
Der Versuch der Räumung des Maidan durch Polizeieinheiten am 19. Februar 2014

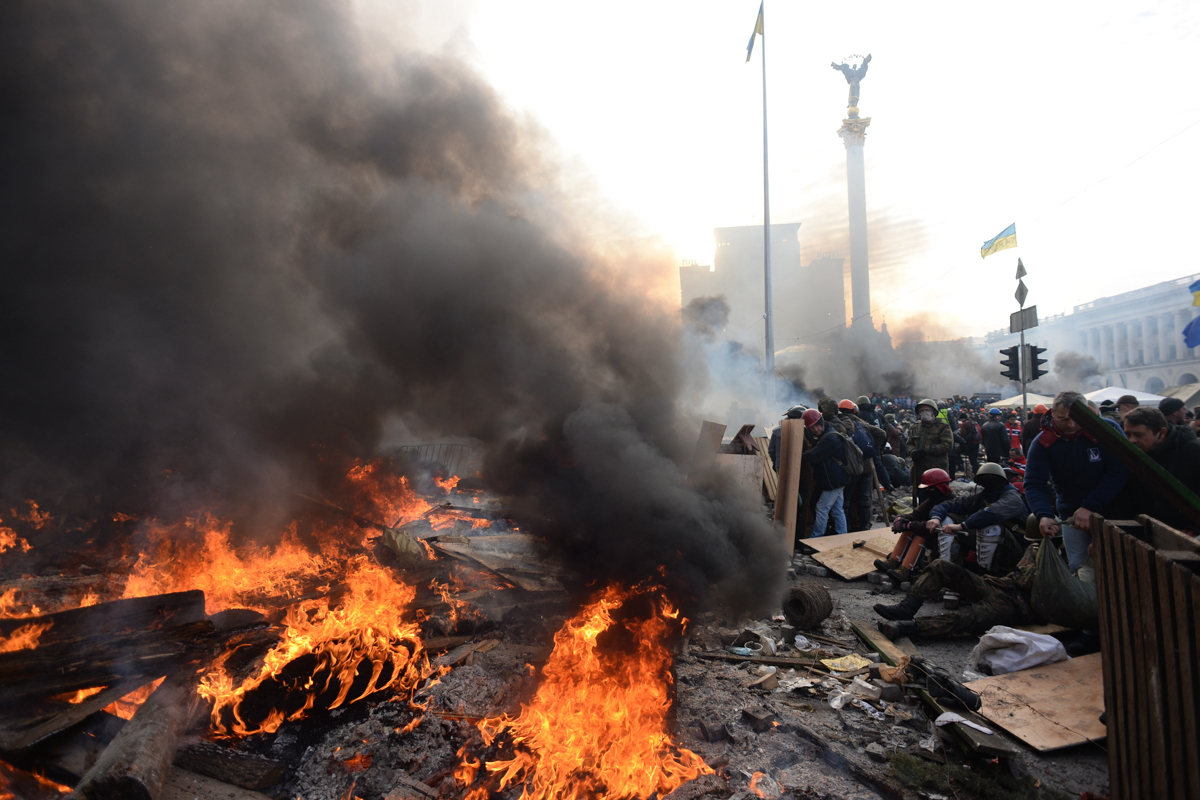
Brennende Barrikaden auf dem Majdan am 19. Februar 2014 dienten als Sichtschutz.

Seit dem 18. Februar 2014 kam es am Unabhängigkeitsplatz in Kiew erneut zu schweren Zusammenstößen zwischen Polizei und Regierungsgegnern. Dabei kamen nach offiziellen Angaben zunächst mindestens 28 Menschen ums Leben, die Zahl der Verletzten auf beiden Seiten wurde auf mehrere hundert Personen geschätzt. Die Polizei setzte dabei unter anderen scharfe Waffen, Molotowcocktails sowie Splittergranaten ein und arbeitete Hand in Hand mit Tituschkis. Beide Konfliktparteien wiesen sich gegenseitig die Verantwortung für die Eskalation zu. Regierungsgegner besetzten das zwei Tage zuvor geräumte Rathaus erneut, um es als Lazarett zu nutzen. Das Haus der Gewerkschaften brannte fast vollständig aus.
Auch in anderen Städten der Ukraine, vor allem im Westen des Landes, kam es zu Ausschreitungen, unter anderem in Lwiw, Iwano-Frankiwsk und Riwne. Vertreter lokaler Polizeikräfte in Städten der West- und Zentralukraine wechselten die Seite.
Am 20. Februar 2014 kam es erneut – trotz eines von der parlamentarischen Opposition und Präsident Janukowytsch ausgehandelten und erklärten Waffenstillstands – zu gewalttätigen Auseinandersetzungen zwischen der Polizei und Regierungsgegnern. Die Auseinandersetzungen wurden im Verlauf des Tages immer gewaltsamer und gerieten zunehmend außer Kontrolle. Regierungsgegner und Sanitäter sprachen tagesaktuell von 60 bis 70 Toten allein am 20. Februar 2014. Die Regierungskräfte setzten nun vermehrt Schusswaffen ein. Es kam auch zu gezielten Tötungen durch Scharf- bzw. Heckenschützen, deren Auftraggeber unbekannt sind. Bei einer Recherche im Frühjahr 2016 erwähnte Spiegel TV für den 20. Februar 48 Getötete. Die Armee kam am 20. Februar wegen teilweisen Widerstands in den eigenen Reihen nicht zum Einsatz.
Das Parlament hatte ein Ende der „Antiterroristischen Aktion“ gefordert; zum ersten Mal seit 2010 war die Opposition in der Mehrheit, nachdem sich ihr 35 Mitglieder der Partei der Regionen angeschlossen hatten.
Am Abend des 20. Februar 2014 verkündete Janukowytsch nach Gesprächen mit den Außenministern Deutschlands, Polens und Frankreichs ein Einlenken auf die wichtigsten Forderungen der Opposition. So sollten vorgezogene Präsidentschaftswahlen noch im Jahr 2014 stattfinden. Außerdem sollte die Verfassung der Ukraine abgeändert und binnen zehn Tagen eine Übergangsregierung gebildet werden. Eine entsprechende Vereinbarung zwischen Regierung und Opposition wurde allerdings zunächst noch nicht unterzeichnet.
Nach einer kurzen Unterbrechung und trotz der Ankündigung einer Einigung wurden die gewalttätigen Auseinandersetzungen in Kiew am 21. Februar fortgeführt. Es kam erneut zum Einsatz von Schusswaffen. Von Seiten vieler Regierungsgegner wurde betont, die von Janukowytsch angekündigten Schritte seien nicht ausreichend, der Präsident müsse sofort zurücktreten und vor ein Gericht gestellt werden.

### Unterzeichnung des Abkommens zwischen Regierung und Opposition am 21. Februar

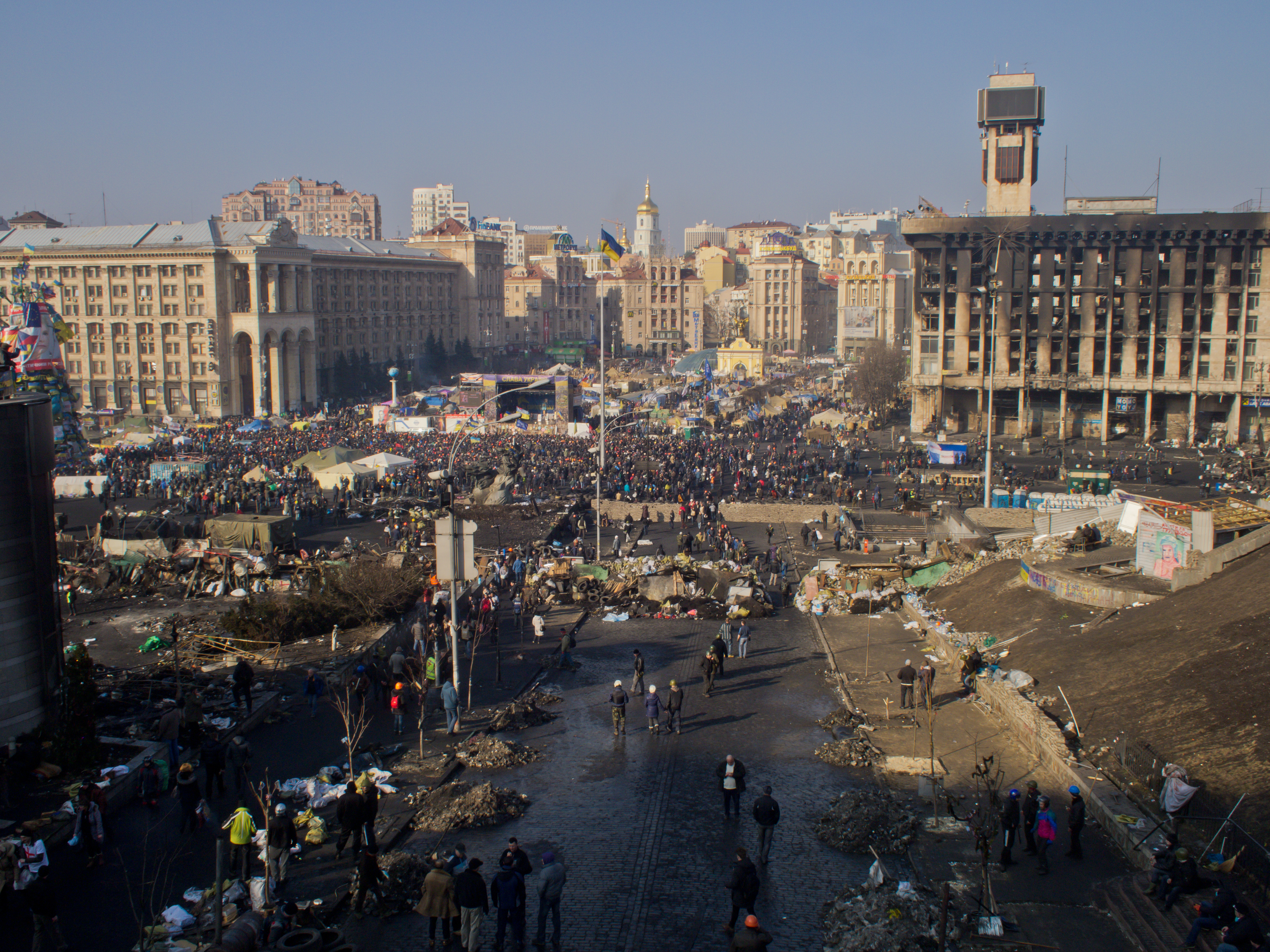
Der Majdan Nesaleschnosti am Tag nach der Entscheidung zur Einigung

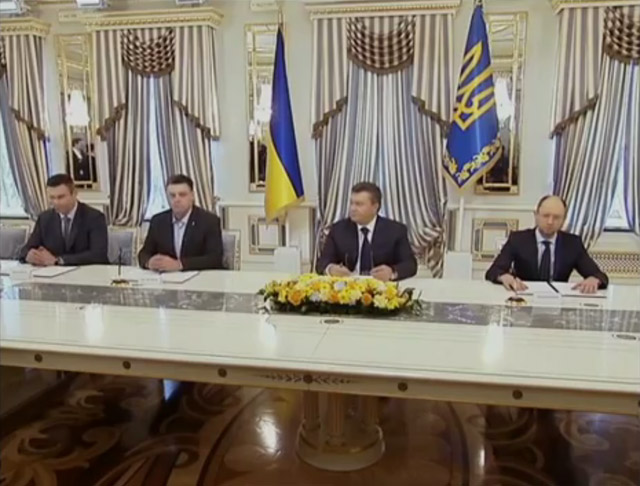
Unterzeichnung des Vertrages vom 21. Februar

Am Nachmittag des 21. Februar unterschrieben Präsident Wiktor Janukowytsch sowie die Oppositionsführer Jazenjuk, Klitschko und Tjahnybok einen Vertrag zur Beilegung der Krise. Die Außenminister Polens und Deutschlands, Radosław Sikorski und Frank-Walter Steinmeier, bezeugten den Vertrag durch ihre Unterschriften. Sikorski hatte im Vorfeld der Unterzeichnung des Vertrages einem Oppositionsführer erklärt, wenn sie den Deal nicht unterstützen würden, dann würden sie es mit der Armee zu tun bekommen, es würde das Kriegsrecht herrschen, und sie alle würden sterben. Der Vertrag war auch unter Beteiligung von Russlands Vertreter Wladimir Lukin zustande gekommen. Russland entschied sich jedoch gegen eine Unterzeichnung und kritisierte den Westen später dafür, die Vereinbarung aufgegeben zu haben. Lukin deutete an, Putin habe die Vereinbarung nicht gebilligt.
Zur selben Zeit beschloss die Werchowna Rada (ukrainisches Parlament) mit 386 von 450 Stimmen, die reformierte Fassung von 2004 der Verfassung der Ukraine, die bis September 2010 in Kraft gewesen war, wieder einzuführen. Die Vollmachten des Präsidenten werden durch diesen Schritt eingeschränkt.
Noch am Tag der Unterzeichnung des Abkommens erklärten Vertreter verschiedener oppositioneller Gruppen, die getroffenen Vereinbarungen nicht anerkennen zu wollen. In der Nacht zum Samstag, den 22. Februar 2014, wurde Oppositionsführer Klitschko bei einer Kundgebung auf dem Maidan ausgebuht und von der Menge der Demonstranten als „Verräter“ bezeichnet. Die Stimmung auf dem Maidan brachte der 26-jährige Wolodimir Parasiuk in einer improvisierten Rede zum Ausdruck, indem er den Handschlag von Klitschko mit Janukowytsch sowie Neuwahlen erst im Dezember als inakzeptabel bezeichnete und Janukowytsch zum Verlassen der Stadt bis zum nächsten Morgen 10 Uhr aufforderte.

### 22. bis 25. Februar 2014 – Parlament und Sicherheitskräfte schließen sich an
Verschiedene Sprecher von oppositionellen Gruppen betonten, man beharre auf der Forderung nach Janukowytschs sofortigem Rücktritt. Gleichzeitig verbreitete sich die Meldung, Janukowytsch habe Kiew verlassen und halte sich nun in Charkiw im Osten der Ukraine auf. Am frühen Mittag gab die Polizei in Kiew bekannt, dass sie bereit sei, mit der Opposition zusammenzuarbeiten. Das Innenministerium der Ukraine erklärte auf seiner Website, man unterstütze einen politischen Wandel in der Ukraine. Das ukrainische Innenministerium teilte außerdem mit, dass sich die Sicherheitsorgane des Innenministeriums der Ukraine (z. B. die Polizei) in Kiew offiziell auf die Seite der Opposition geschlagen hatten.
Am Folgetag des Abkommens brach Janukowytsch einseitig das Abkommen und floh aus Kiew. Er bezeichnete die Oppositionsführer als „Kriminelle“ und meinte, er würde nichts unterzeichnen. Dies betraf auch die vereinbarte Verfassungsänderung im ersten Punkt der Vereinbarung. Das ukrainische Parlament erklärte aufgrund des Bruchs der Kompromisslösung, dass Janukowytsch sich in verfassungswidriger Weise der Ausführung der verfassungsmäßigen Befugnisse selbst enthoben habe und somit seine Pflichten nicht erfüllen würde. Wie später bekannt wurde, hatte Janukowytsch schon am 19. Februar begonnen, Vorbereitungen für seine Flucht zu treffen, noch vor der Eskalation der Gewalt und vor der Unterzeichnung der Vereinbarung mit der Opposition. Videoaufnahmen zeigten, wie er auf seinem Anwesen Bargeld und Wertgegenstände in bereitstehende Lieferwagen verlud.
Nach dem Rücktritt des Parlamentspräsidenten Wolodymyr Rybak wurde Oleksandr Turtschynow am 22. Februar zum neuen Parlamentspräsidenten gewählt. Turtschynow gehört der Partei Vaterland der ehemaligen Ministerpräsidentin Julija Tymoschenko an. Ferner stimmte das Parlament mit 328 Ja-Stimmen und ohne Gegenstimmen für die Absetzung des Präsidenten Janukowytsch und setzte Neuwahlen für das Amt des Präsidenten für den 25. Mai 2014 an.
Einer Erklärung vom 25. Februar auf der offiziellen Regierungs-Webseite des Interimspräsidenten Turtschynow zufolge stützt sich der Machtübergang von Janukowytsch auf Turtschynow vom 23. Februar in der entsprechenden Resolution der Werchowna Rada auf Artikel 112 der ukrainischen Verfassung. Nach Meinung vieler politischer Beobachter war Janukowytsch gleichwohl rein juristisch gesehen weiterhin rechtmäßiger Präsident der Ukraine. Spiegel Online legt hierzu dar, dass gemäß Artikel 108 der ukrainischen Verfassung die Amtsperiode des Präsidenten lediglich infolge seines Todes, wegen Rücktritts, aus gesundheitlichen Gründen oder „im Zuge eines Amtsenthebungsverfahrens“ enden könne. Die Voraussetzung für ein Amtsenthebungsverfahren seien gemäß Artikel 111 Fälle von „Hochverrat“ oder Vorliegen eines anderen Verbrechens. Auf Antrag des Parlaments müsse dann eine Untersuchungskommission gebildet und auch das Verfassungsgericht zu einer Prüfung eingeschaltet werden. „Erst wenn solche Prüfverfahren die Voraussetzungen für eine Amtsenthebung als gegeben erachten, kann die Rada mit einer Dreiviertelmehrheit den Präsidenten seines Amtes entheben.“ (Spiegel Online) Dazu fehlten 9 Stimmen.
Der Wissenschaftliche Dienst des Deutschen Bundestags wies in einer Stellungnahme darauf hin, dass nach dem Wortlaut der Verfassung keiner der dort genannten vier Tatbestände zum Amtsverlust des Präsidenten zutraf. In Anbetracht der faktischen Unfähigkeit des Präsidenten, nach seiner Flucht sein Amt auszuüben, sei der Verfassungstext aber lückenhaft, nach deutscher Verfassungsauslegungsmethodik sei eine Analogie zu den genannten Tatbeständen möglich. Die Rechtmäßigkeit der Absetzung Janukowytschs könne nicht abschließend beurteilt werden, auch hätten sich nur wenige Verfassungsrechtler zu diesem Thema geäußert.
Janukowytsch erklärte noch am 22. Februar, das Votum des Parlamentes sei rechtswidrig. Er sprach von einem Staatsstreich und schloss einen Rücktritt vom Präsidentenamt aus. Der Rechtsanwalt Jasper Finke unterschied in dieser Frage zwischen Verfassungsrecht und Völkerrecht:
„Es ist völlig unerheblich, ob Janukowitsch noch rechtmäßiger Präsident der Ukraine ist nach dem ukrainischen Verfassungsrecht. Denn hier greift der sogenannte Effektivitätsgrundsatz – das heißt, völkerrechtlich kommt es darauf an, ob die neue Regierung effektiv Herrschaftsgewalt in der Ukraine ausübt.“ Das Innenministerium, der ukrainische Geheimdienst und die Armee erklärten am 22. Februar, auf der Seite des Parlaments zu stehen.

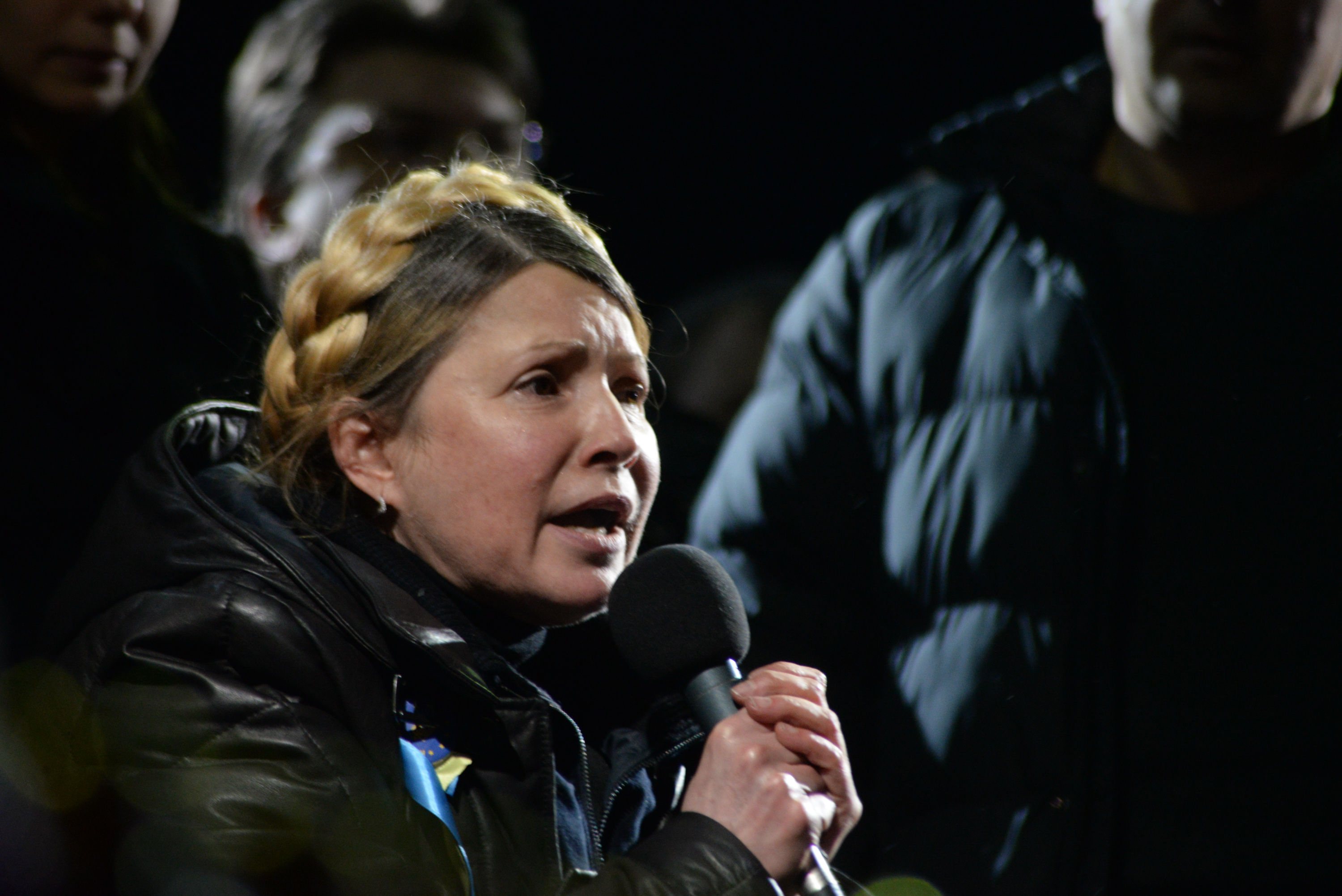
Julija Tymoschenko sprach am 22. Februar 2014 auf dem Maidan zu den Demonstranten.

Im Laufe des Tages wurde Julija Tymoschenko aus der Haft entlassen. Unmittelbar nach ihrer Freilassung erklärte sie, dass eine Diktatur gestürzt worden sei. Es müsse nun alles getan werden, um sicherzustellen, dass kein Demonstrant vergeblich gestorben sei. Ferner wolle sie bei der Präsidentschaftswahl im Mai 2014 kandidieren. Anschließend flog sie nach Kiew und forderte in einer Ansprache auf dem Maidan die Demonstranten zur Fortsetzung der Proteste auf.
Gouverneure und Regionalabgeordnete im russischsprachigen Osten der Ukraine stellten die Autorität des Nationalparlaments in Kiew, das zuvor die Freilassung Tymoschenkos beschlossen hatte, infrage. Der Abgeordnete Wadim Kolesnitschenko bezichtigte zudem die USA und die EU, den Staatsstreich organisiert zu haben.
Am Sonntag, den 23. Februar, bestimmte das Parlament den erst tags zuvor zum Parlamentspräsidenten gewählten Oleksandr Turtschynow zum einstweiligen Nachfolger des abgesetzten Präsidenten Janukowytsch. Zudem enthob es den bisherigen Außenminister Leonid Koschara seines Amtes. Weiterhin stimmte das Parlament auf Initiative der rechtsnationalistischen Partei Swoboda einem Gesetzentwurf zu, womit – sofern als Gesetz endgültig verabschiedet – ein Gesetz von 2012 für ungültig erklärt würde, das bisher eine offizielle Mehrsprachigkeit für Regionen zulässt, in denen sprachliche Minderheiten einen Anteil über zehn Prozent haben. Der Übergangspräsident Turtschynow verwarf diesen Gesetzesvorschlag unmittelbar mit einem Veto. Dieses schon zuvor politisch instrumentalisierte Sprachengesetz berief sich auf die Europäische Charta der Regional- oder Minderheitensprachen, obwohl das Russische nie eine „allmählich zu verschwinden drohende […] Regional- oder Minderheitensprache“ gemäß deren Präambel war. (Obschon der Charta-Text tatsächlich lautet: „Regional- oder Minderheitensprachen Europas, von denen einige allmählich zu verschwinden drohen“, womit er sich auf alle Regional- oder Minderheitensprachen Europas bezieht und die „zu verschwinden drohen[den]“ nur als besonders bedenkliches Beispiel nennt.)
Am 24. Februar erklärte der Sprecher der Europäischen Kommission, die EU habe die Entscheidung des ukrainischen Parlaments, Präsident Janukowytsch des Amtes zu entheben, anerkannt. Auch erkenne die EU die Übergangsregierung des Landes als legitim an und sei grundsätzlich auch weiterhin bereit, mit der Ukraine das Abkommen über Assoziierung und freien Handel zu unterzeichnen. Gespräche über das Abkommen würden allerdings erst nach den Präsidentschaftswahlen wiederaufgenommen werden und nachdem eine neue Regierung etabliert sei.

### Bildung einer Übergangsregierung und Ankündigung vorgezogener Präsidentschaftswahlen
Am 26. Februar einigte sich der „Maidan-Rat“, ein Zusammenschluss der führenden Gruppen der Protestbewegung, auf Arseni Jazenjuk als Kandidaten für das Amt des Ministerpräsidenten einer Übergangsregierung sowie auf eine Reihe anderer Kandidaten für dessen Kabinett. Die Vorschläge wurden am Folgetag dem ukrainischen Parlament zur Zustimmung vorgelegt. Präsidentschaftswahlen wurden für den 25. Mai anberaumt.
In Jazenjuks Übergangsregierung fanden sich fünf Mitglieder seiner Partei Batkiwschina und drei von Swoboda. Nicht in der Regierung vertreten war Klitschkos Partei Udar. Von den Maidan-Aktivisten erhielten Oleh Musij (Gesundheit) und Dmytro Bulatow (Sport und Jugend) ein Ministeramt. Andrij Parubij wurde Vorsitzender des Nationalen Sicherheits- und Verteidigungsrats. Keinen Regierungsposten erhielt Dmytro Jarosch (Rechter Sektor), der „Maidan-Rat“ hatte ihn als Stellvertreter Parubijs vorgesehen.

## Merkmale der Protestbewegung

### Öffentliche Meinung
Nach einer vom 4. bis 9. Dezember 2013 von der Research-&-Branding-Gruppe durchgeführten Befragung von 2079 Bürgern der Ukraine unterstützten 49 Prozent der Befragten die Euromaidan-Demonstration, 45 Prozent waren dagegen und 6 Prozent waren unentschlossen. Laut einer von Interfax-Ukraine durchgeführten Umfrage, die Ende Dezember 2013 durchgeführt wurde, lag der Anteil der Euromaidan-Gegner bei 50 Prozent und der Anteil der Befürworter bei 45 Prozent. Die Euromaidan-Bewegung hatte in den verschiedenen Landesteilen der Ukraine unterschiedlich starken Rückhalt. So unterstützten 84 Prozent der Befragten im Westteil des Landes, 66 Prozent im Zentrum (einschließlich Kiew), 33 Prozent im Süden und 13 Prozent im Ostteil des Landes die Proteste. Für eine Integration der Ukraine in die Europäische Union sprachen sich 81 Prozent der Befragten im Westen des Landes, 56 Prozent im Zentrum (einschließlich Kiew), 30 Prozent im Süden sowie 18 Prozent im Osten des Landes aus. Für den Eintritt in die Zollunion mit Russland, Belarus und Kasachstan sprachen sich 61 Prozent der Bürger im Osten, 54 Prozent im Süden, 22 Prozent im Zentrum (einschließlich Kiew) sowie 7 Prozent im EU-nahen Westen des Landes aus.

### Teilnehmer

Alter der Teilnehmer, Darstellung nach Onuch (2015)

Repräsentative Umfragen unter Demonstranten sowie Daten aus Interviews, Fokusgruppen und dokumentarische Daten zeigten, dass der durchschnittliche Teilnehmer an den Maidan-Protesten 36 bis 37 Jahre alt war. Männer waren mit 59 % in einer leichten Überzahl (speziell nach der Radikalisierung und Gewalteskalationen im Februar) und die absolute Mehrheit der Teilnehmer hatte höhere Bildungsabschlüsse. Die meisten Teilnehmer waren berufstätig, wobei die Berufsgruppen der gut qualifizierten Spezialisten die größte war und die Anzahl von Unternehmern bis zum Februar markant zugenommen hatte. Etwa 18 Prozent der Demonstranten stammten aus ländlichen Gebieten. Je nach Erhebung verwendeten 69 oder 55–59 Prozent die ukrainische Sprache in ihrem Berufs- und/oder Privatleben. Unter den Demonstranten waren relativ viele Neulinge, die noch nie zuvor an Protesten teilgenommen hatten. Etwa zwei Drittel der Teilnehmer hatten Protesterfahrung, aber weniger als ein Viertel war Mitglied in Bürgervereinigungen, Gewerkschaften und politischen Parteien. Als Zeichen der Selbstorganisation wird die Vervierfachung (von 5 auf 22 Prozent) der Teilnehmer von November bis Februar gesehen, die sich als in NGOs oder informellen Gruppen aktiv bezeichnet hatten. Die meisten Demonstranten (68 %) haben sich später – nach dem 30. November – den Protesten angeschlossen und haben an mindestens drei Tagen teilgenommen. 14 % der Teilnehmer haben sich bereits in der ersten Protestwoche beteiligt. Nur einer von acht Teilnehmern kam allein; 77 % der Demonstranten kamen in Begleitung mindestens einer Person, meistens Familienmitglieder oder Freunde.
Die Mehrzahl der Teilnehmer unter 29 Jahren waren Jugendliche und Studierende, die sich als Initiatoren und Anführer der Proteste ansahen. Sie demonstrierten nach eigenen Angaben für Freiheit und Demokratie, sahen die europäische Integration als wichtigen Schritt zum Schutz von Bürger- und Menschenrechten und zeigten sich frustriert über die älteren „post-sowjetischen“ Generationen. Die meisten Demonstranten zwischen 30 und 39 Jahren waren gebildete Berufstätige mit Familien. Sie waren der Ansicht, dass die Regierung sie nicht so einfach ignorieren könne wie die Studenten und dass ihnen als Demonstranten eine besonders wichtige Rolle zukomme. Sie forderten wirtschaftliche Sicherheit, eine bessere sozioökonomische Zukunft und Reisemöglichkeiten in die Länder der EU. Nach dem 30. November protestierten sie vor allem gegen die Repressionen der Regierung. Die Gruppe der Teilnehmer, die älter als 50 Jahre alt waren, gab an, dass sie weniger zu verlieren hätten als die Jüngeren und mehr Erfahrung und Zeit mitbringen. Sie demonstrierten für Demokratie und für eine bessere Zukunft für ihre Enkelkinder und künftige Generationen.
Obwohl die Mehrzahl der Demonstranten apolitische, nicht-aktivistische Bürger aller sozioökonomischen und Bildungsschichten waren, konzentrierten sich die Medien auf randständige, radikale Gruppen unter den Demonstranten. Max Blumenthal schrieb im Februar 2014, bei den Euromaidan-Protesten hätten Faschisten der Partei Swoboda und des Rechten Sektors teilgenommen und ihre Symbolen und Parolen gezeigt. Er vermutete, die USA würden diese Gruppen unterstützen. Nach Angaben von Zeit Online im März 2014 waren Anhänger des Rechten Sektors auf dem Maidan in gewaltsame Auseinandersetzungen mit der Polizei verwickelt. Sie trugen schwarze Skimasken, kugelsichere Westen und militärische Kleidung. Alexander Rahr, Forschungsdirektor des Deutsch-Russischen Forums, äußerte im März 2014, es sei „in der Tat so, dass der Westen hier, in dem Glauben es handele sich um eine demokratische Revolution, eindeutig auf die Opposition gesetzt hat“, wovon auch die Swoboda-Partei dank ihrer führenden Rolle bei den Protesten profitiert hätte. Das Gegenteil stellte Andreas Kappeler fest: Die westliche Öffentlichkeit habe die Revolution zwar mit Sympathie verfolgt, die westlichen Regierungen hätten jedoch Janukowytsch lange nicht fallen lassen und mit ihm bis zu seiner Flucht den Kompromiss vom 21. Februar ausgehandelt. Laut Anton Shekhovtsov vom University College London und Andreas Umland übertreiben Politiker, Journalisten und westliche Lobbyisten die Rolle radikaler Gruppen bei den Maidan-Protesten. Die beiden rechtsextremen Parteien Swoboda und Rechter Sektor kamen im April 2014 auf 3,5 Prozent bzw. 1,8 Prozent Wähleranteil und lagen damit deutlich unter der Fünf-Prozent-Hürde. Das Ziel der Übertreibungen sei, „die europäische Revolution in der Ukraine als ein – zumindest teilweise – ‚faschistisches‘ Unternehmen zu diskreditieren und damit die russische Annexion der Krim sowie die verdeckte Invasion im Donbass als ‚antifaschistische‘ Maßnahme zum Schutz angeblich bedrohter Russischsprecher zu rechtfertigen“.

### Forderungen der Oppositionsparteien

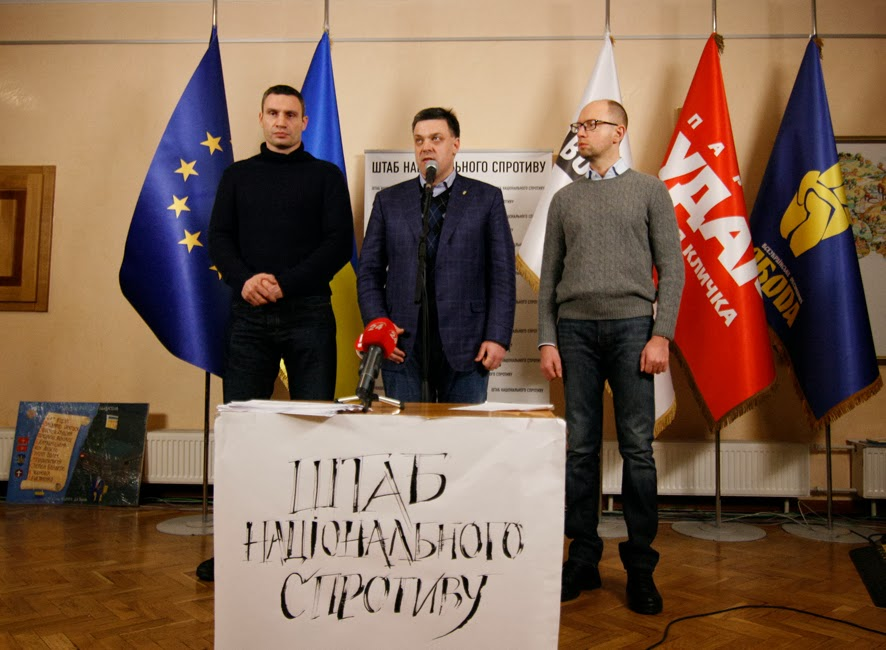
Vitali Klitschko, Oleh Tjahnybok und Arsenij Jazenjuk (v. l. n. r., Dezember 2013)

Seit Beginn der Proteste in der Ukraine 2013 bildete die Allukrainische Vereinigung „Vaterland“ gemeinsam mit der rechtsextremen Allukrainischen Vereinigung „Swoboda“ von Oleh Tjahnybok und der Partei UDAR des Profiboxers Vitali Klitschko ein oppositionelles Dreierbündnis, das den Rücktritt des ukrainischen Präsidenten Wiktor Janukowytsch erreichen wollte.
Vitali Klitschko, Boxer und Vorsitzender der UDAR, erklärte, Ziel sei der Sturz von Präsident Wiktor Janukowytsch und „der vollständige Regierungswechsel in der Ukraine. Heute ist die ganze Ukraine gegen die Regierung aufgestanden, und wir werden bis zum Ende stehen.“

### Die Massenkundgebungen

#### Charakter der Demonstrationen und Wahrnehmung in den Medien
Die Massenkundgebungen wurden in der öffentlichen Wahrnehmung mit der Orangen Revolution verglichen. Im Gegensatz zu der Orangen Revolution, die hauptsächlich von Aktivisten und der politisch-wirtschaftlichen Elite initiiert wurde, waren die Teilnehmer der Maidan-Proteste überwiegend apolitische Ukrainer aus allen wirtschaftlichen, sozialen und Bildungsschichten. In Kiew versammelten sich vor allem auf zentral gelegenen Plätzen zahlreiche Demonstranten – die einen demonstrierten für, die anderen gegen die Regierung. Während von den Medien vor allem über regierungskritische Demonstranten berichtet wurde, die eine schnelle Annäherung an die EU forderten und somit eine Abwendung von der von Janukowytsch geführten Pro-Russland-Politik, fanden parteiunabhängige Demonstranten kaum Beachtung. Ihr Ziel ist es, ein Zeichen zu setzen, „weil sie nicht mehr in einem korrupten Land ohne Gerechtigkeit leben wollen“, wie es Vitali Klitschko der versammelten Menge zurief.
Der ukrainische Präsident Janukowytsch versuchte, die aufgeheizte Situation zu beruhigen, und versprach, alles in seiner Macht Stehende zu tun, um eine Annäherung an die EU zu erreichen. Ferner kritisierte er das brutale Vorgehen der Polizei.

#### Stellungnahmen von Vertretern jüdischer Gemeinden in der Ukraine
Pinchas Goldschmidt, Präsident der Europäischen Rabbinerkonferenz und Moskauer Oberrabbi, hatte im Januar erklärt, die Toleranz gegenüber antisemitischen Äußerungen sowohl von Seiten der ukrainischen Regierung als auch der Opposition lasse Antisemiten freie Hand. Auch ein Rabbiner der jüdischen Gemeinde in Kiew, Moshe Reuven Azman, forderte am 21. Februar 2014 deren Mitglieder dazu auf, Kiew oder die Ukraine wegen Warnungen betreffend Absichten von Angriffen auf jüdische Institutionen zu verlassen. Er erklärte auch, dass die israelische Botschaft angeblich die Mitglieder der jüdischen Gemeinde im Februar dazu aufgerufen habe, ihre Häuser aus Sicherheitsgründen nicht zu verlassen.
Der Präsident des All-Ukrainischen Jüdischen Kongresses, Wadym Rabinowytsch, erklärte hingegen am 26. Februar 2014, dass Behauptungen über schwere Fälle von Antisemitismus in der Ukraine jeglicher Grundlage entbehrten. Die jüdische Gemeinschaft wolle sich am Aufbau eines demokratischen Staates beteiligen und sich in den Dienst des Landes stellen. Wadym Rabinowytsch selber gewann bei den Präsidentenwahlen vom 25. Mai mehr Stimmen als die beiden Kandidaten der Rechtspartei Swoboda und der Rechtsaußen-Gruppe „Rechter Sektor“ zusammen.
Auch Vertreter rechtsextremer Organisationen distanzierten sich vom Antisemitismus. Sowohl Tjahnybok als auch der Führer des „Rechten Sektors“, Dmytro Jarosch, suchten auffällig die Nähe von israelischen Diplomaten. Jarosch erklärte, er werde Antisemitismus und Fremdenfeindlichkeit nicht nur nicht tolerieren, sondern mit sämtlichen rechtlichen Mitteln bekämpfen.
Der Oberrabbiner der jüdischen Gemeinde von Dnipropetrowsk, Schmuel Kaminezki, erklärte in Zusammenhang mit der Ernennung von Ihor Kolomojskyj zum Gouverneur der Oblast Dnipropetrowsk am 2. März 2014, die neue ukrainische Führung sei „nicht faschistisch, sondern patriotisch“. Es gebe keine Anzeichen dafür, dass Antisemitismus in der Ukraine seit der Absetzung Janukowytschs zugenommen habe und im Gegensatz zu Russland erhalte Antisemitismus in der Ukraine keine Unterstützung oder Ermutigung durch den Staat. Für die Juden sei die Ukraine ein sicheres Land. Der Vorsitzende des Vereins Jüdischer Gemeinden und Organisationen in der Ukraine und stellvertretende Vorsitzende des World Jewish Congress, Josef Zissels, sagte am 19. März 2014 im Menschenrechtsausschuss des Bundestages, dass Juden in der Ukraine keinerlei Gefahr faschistischer oder antisemitischer Kräfte ausgesetzt seien. Auch während der Proteste auf dem Maidan sei es zu keinen antisemitischen Ausschreitungen gekommen. Berichte über entsprechende Vorkommnisse seien vielmehr russische Provokationen, die einen Keil in die ukrainische Gesellschaft treiben wollten. Laut der Welt fehlte jeder Beleg, dass in der Ukraine judenfeindliche Handlungen zugenommen haben, wie es „die russische Propaganda gerne suggeriert“. Vertreter der Jüdischen Gemeinden wiesen die russische Propaganda in einem offenen Brief an Putin zurück und forderten ihn auf, die „beliebig ausgewählten Lügen und Beschimpfungen“ zu stoppen: „Wir leben in einem demokratischen Land und können uns Meinungsunterschiede leisten“, wenn nicht die Stabilität der Ukraine angegriffen wäre; angegriffen „von der russischen Regierung, namentlich von Ihnen persönlich.“
Michael Kapustin, der Rabbiner in Simferopol, floh von der Krim nach Kiew, nachdem er sich gegen russische Truppen auf der Krim ausgesprochen hatte und seine Synagoge mit antisemitischen Sprüchen beschmiert wurde. Der russische Staatssender Russia Today berichtete darüber so, als würde Kapustin nicht von der Krim und der von Russland auf der Krim eingesetzten Regierung, sondern aus der Ukraine fliehen, weil die neue ukrainische Regierung in Kiew antisemitisch sei. Im Mai 2014 dementierte die European Jewish Association die Existenz eines vorwiegend in russischen Medien kursierenden Briefs des Vorsitzenden Menachem Margolin an Jean-Claude Juncker. In der in schlechtem Englisch verfassten Täuschung soll sich Margolin angeblich über den seit den Maidan-Protesten gestiegenen Antisemitismus in der Ukraine beschwert haben.

### Informelle und gewaltbereite Gruppen

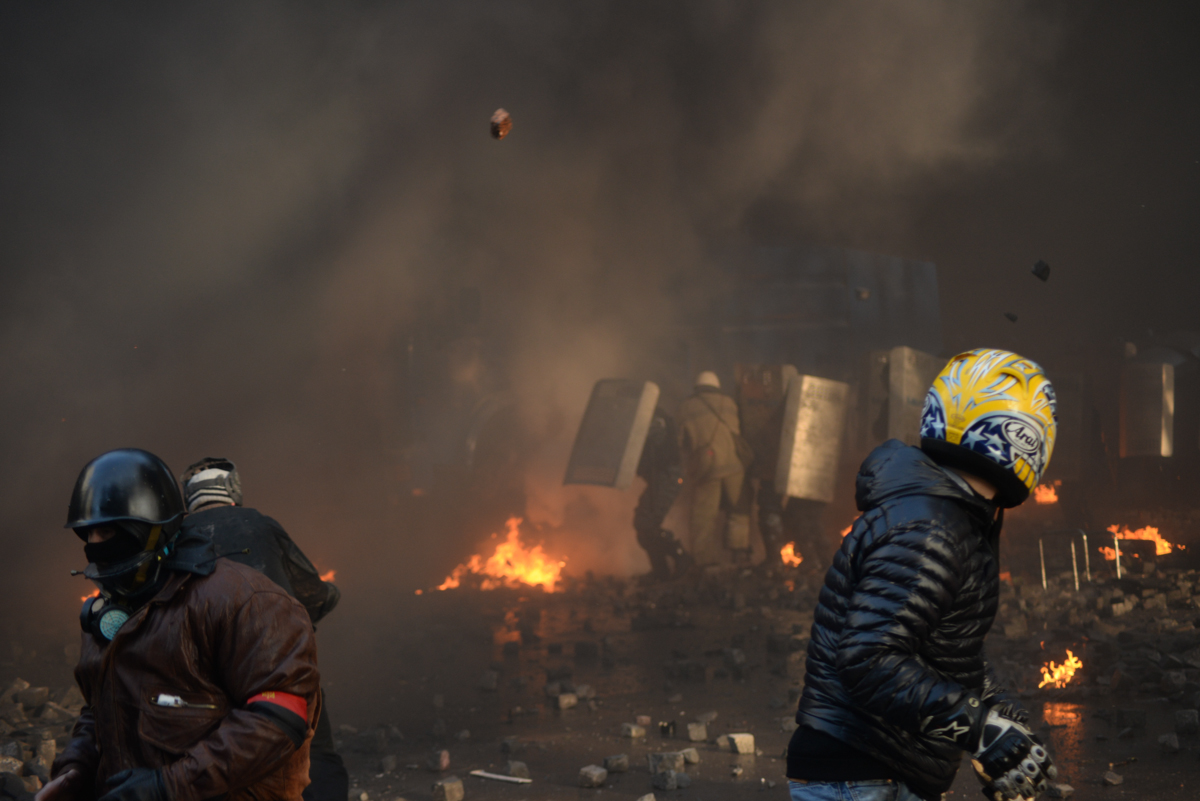
Prawyj Sektor, Kiew, 18. Februar 2014

Im Lauf der Proteste und einhergehend mit ihrem zunehmend gewalttätigen Charakter stellten sich vermehrt Unterschiede im Auftreten und den Forderungen der Führer der im Parlament vertretenen Oppositionsparteien Klitschko, Jazenjuk und Tjahnybok auf der einen Seite und den auf dem Maidan vertretenen, zunehmend paramilitärisch auftretenden Gruppen der Demonstranten dar. Nach der Unterzeichnung des Abkommens zwischen der Regierung und der Opposition am 21. Februar 2014 legten verschiedene Sprecher dieser Gruppierungen dar, dass sie nicht bereit seien, den Maidan zu räumen, bis ihre Forderung nach einem sofortigen Rücktritt von Präsident Janukowytsch erfüllt sei. Der Sprecher der rechtsextremen Gruppe Prawyj Sektor sprach in diesem Zusammenhang davon, dass die „Nationale Revolution“ in der Ukraine weitergehe.
Maidan-Demonstranten und Journalisten wurden von Tituschki angegriffen, bis mehrere hundert Mann starke Schlägerbanden in Zivilkleidung, mutmaßlich aus dem Umfeld der organisierten Kriminalität und vom Regime aufgeboten – ab Februar mit Schusswaffen. Im Januar wurden in der Zentralukraine Demonstrationen durch Tituschki unter den Augen der mit ihnen verbundenen Sicherheitskräfte brutal aufgelöst. Wer die Tituschki organisierte und bezahlte, war zunächst unbekannt, Andreas Kappeler nannte sie „von der Regierung bezahlt“. Maidan-Aktivisten wurden verfolgt, verprügelt, in Einzelfällen entführt, gefoltert und im Falle von Jurij Verbickij ermordet. Die gefolterten Personen waren auch danach gefragt worden, von wem die bezahlt würden; „dass jemand sein Leben riskiert für einen ideellen Wert wie die Freiheit, konnten sie nicht glauben.“

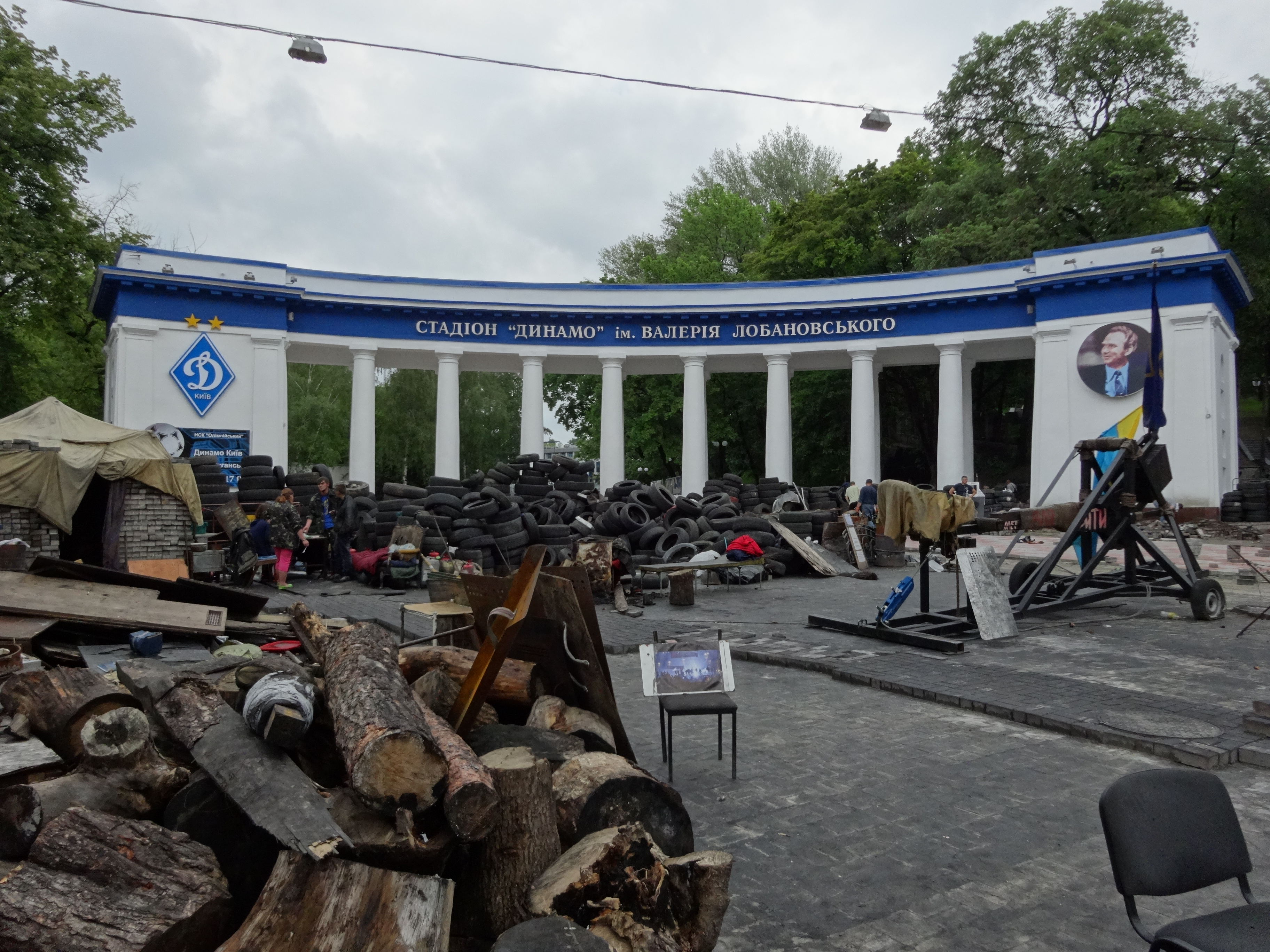
Eingang des Olympiastadions mit Resten der „Euromaidan“-Barrikaden im Mai 2014

Im Anschluss kam es zu gewaltsamen Übergriffen und Einschüchterungen, unter maßgeblicher Beteiligung führender Mitglieder des Prawyj Sektor. So erschien Oleksandr Musytschko am 24. Februar mit einem Sturmgewehr im Regionalparlament der Oblast Riwne und befahl, den Familien von Demonstranten bevorzugt Wohnungen zu geben. Drei Tage später bedrängte und schlug er laut der Komsomolskaja Prawda in derselben Oblast im Beisein von Medienvertretern einen Staatsanwalt. Dokumentiert sind Vorfälle, bei denen Mandatsträger der Partei der Regionen und der Kommunistischen Partei der Ukraine in Stadt- und Regionalparlamenten mit Schlagwaffen in der Hand unter Druck gesetzt und z. T. auch verprügelt wurden. Mehrere Büros der Kommunistischen Partei wurden von militanten Gruppen besetzt bzw. verwüstet. Auch vor diesem Hintergrund sind Einordnungen von Teilen der ukrainischen Opposition als „faschistisch“, „gewalttätig“ oder „rechtsextremistisch“ zu verstehen.
Am Abend des 18. März 2014 drang eine Gruppe von ukrainischen Parlamentsabgeordneten und Unterstützern der Partei „Swoboda“ unter der Führung von Ihor Miroschnytschenko in Kiew in das Büro des Chefs des Fernsehsenders Natsionalna Telekompanija Ukraïny, Olexander Pantelejmonow, ein und zwang ihn mit Drohungen und Schlägen, eine Kündigungserklärung zu unterschreiben. Sie warfen Pantelejmonow vor, er habe kein Recht mehr, den Sender zu leiten, weil er mit seiner Berichterstattung „Putin und der russischen Propaganda“ diene. Der Sender hatte am selben Tag Ausschnitte einer Rede des russischen Präsidenten Putin gezeigt, in dem dieser das Ergebnis des Referendums über den Status der Krim sowie den Anschluss der Krim an Russland ausdrücklich begrüßt hatte. Der ukrainische Ministerpräsident Arsenij Jazenjuk distanzierte sich vom Verhalten der Abgeordneten und bezeichnete den Vorgang als „nicht hinnehmbar“, Die Regierung benannte eine Woche später Surab Alassania als neuen Leiter des Senders.
Nach Aussage Philipp Thers im Jahr 2022 pflanzte
Russland aufgrund solcher Vorfälle mit „bestürzendem Erfolg“ das Narrativ, dass es sich bei den Ukrainern, die sich gegen Janukowytsch und russischen Einfluss auflehnten, um Faschisten handle.

## Todesfälle

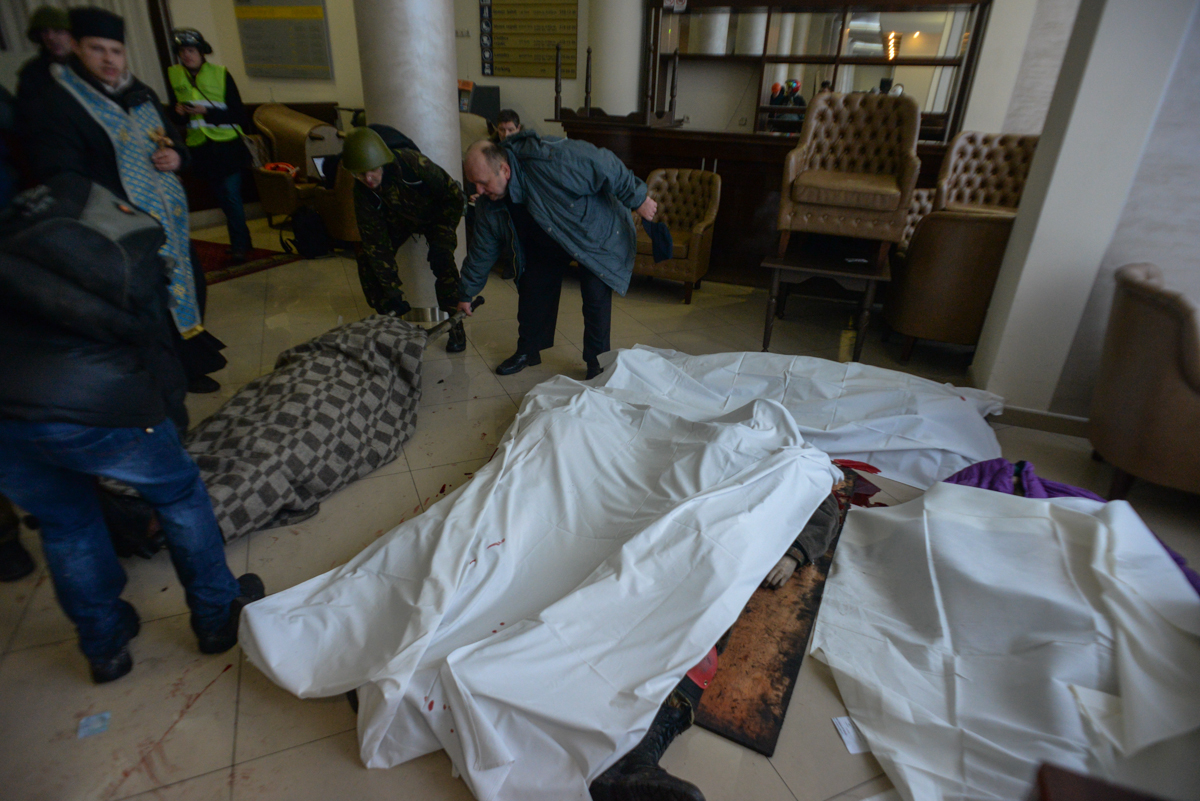
Leichen in der zum provisorischen Krankenhaus umfunktionierten Lobby des Hotels Ukrajina (20. Februar 2014)

Im Verlauf der Eskalation der Auseinandersetzungen ab dem 18. Februar 2014 starben über 100 Menschen, darunter mindestens 16 Polizisten sowie vier weitere Sicherheitskräfte. Weiter waren allein bis zum 21. Februar rund 300 Menschen verletzt worden.
Zusätzliche 20 Menschen verstarben danach, teilweise an Verletzungen aus jenen Tagen. Die Getöteten werden als Himmlische Hundertschaft oder Himmlische Hundert bezeichnet. Der älteste an seinen Verletzungen am 8. März erlegene Teilnehmer war ein 83-jähriger Marineoffizier. Als Grund für seine fast tägliche Anwesenheit vom 30. November bis 19. Februar gab er seinen militärischen Eid an, den er abgelegt hatte, das Volk zu schützen. Das Durchschnittsalter der getöteten Teilnehmer betrug 42 Jahre.

### Kontroverse um den Einsatz von Scharfschützen

#### Präzisionsgewehre im Einsatz bei den Scharfschützen der Regierung
Das Schweizer Staatssekretariat für Wirtschaft (SECO) bewilligte 2009 dem Schweizer Waffenproduzenten Brügger & Thomet den „Know-how-Transfer für die Herstellung von Kleinwaffen an eine ukrainische Firma“, wie eine Sprecherin des SECO gegenüber bestätigte. Darüber hinaus gingen auch Einzelteile für die Fertigung von etwa 30 bis 50 Scharfschützengewehren Brügger & Thomet APR in die Ukraine. Die Gewehre wurden „zum Schutz der Europameisterschaften 2012 angeschafft; eingesetzt wurden sie gegen das ukrainische Volk.“ „Janukowytsch habe die Euro 2012 gezielt genutzt, um die Sicherheitskräfte hochzurüsten“, ergänzte der Ukraine-Experte Ievgen Vorobiov.

#### Mutmaßungen über die Herkunft der Scharfschützen auf dem Maidan

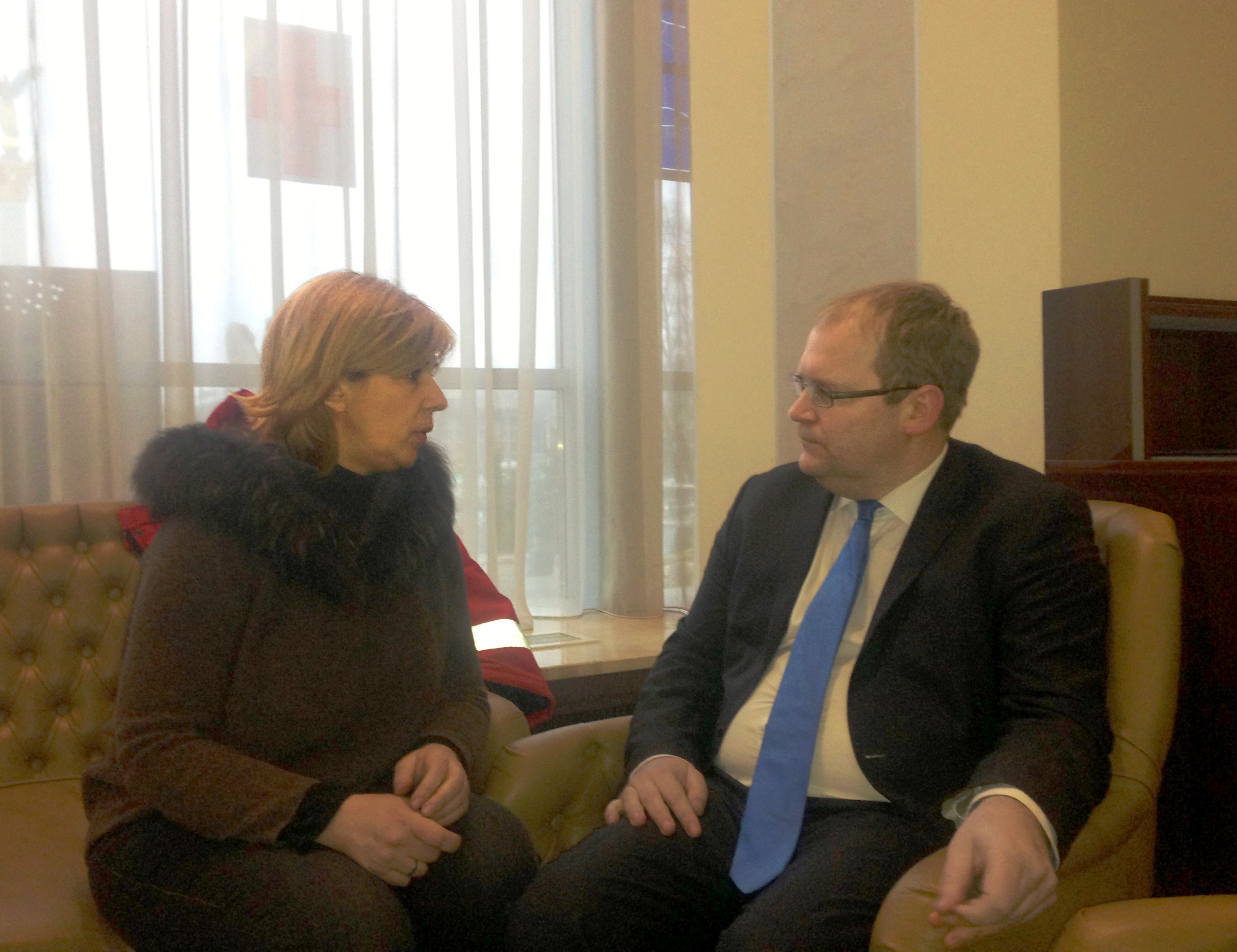
Olha Bohomolez (links) im Gespräch mit Urmas Paet (rechts). Die Aufnahme wurde am 25. Februar 2014 gemacht und vom estnischen Außenministerium veröffentlicht.

Eine These sagt, es hätten auch Scharfschützen existiert, die sowohl auf Polizisten als auch auf Demonstranten geschossen hätten. Einen Tag nachdem der russische Präsident Putin gesagt hatte, die Scharfschützen könnten Provokateure der Opposition gewesen sein, veröffentlichte das russische Staatsfernsehen ein von Russland abgehörtes Gespräch zwecks Unterstützung dieser These. Der am Telefonat beteiligte Urmas Paet dementierte, selber eine Einschätzung gegeben zu haben, er habe vielmehr auf die Gefahr eines Eigenlebens solcher Gerüchte hingewiesen. So hatte die im Anruf erwähnte Ärztin Olha Bohomolez gar keinen Zugang zu Opfern unter der Polizei, konnte also nach eigenen Angaben gar nichts zu gleichen Verletzungen bei Polizisten und Demonstranten sagen – dies im Gegensatz zur Aussage, wie sie von Russland propagiert worden war.
Am 10. April berichtete das WDR-Magazin Monitor, dass Schüsse auf Demonstranten zumindest nicht nur von den von Janukowytsch eingesetzten Scharfschützen, sondern auch von anderen Scharfschützen, die möglicherweise dem Lager der damaligen Opposition angehörten, abgegeben wurden. Winfried Schneider-Deters warf dem Magazin hingegen eine verzerrte Darstellung der Geschehnisse vor. Der Funkverkehr von Berkut sei falsch übersetzt worden und belege im Gegenteil, dass die „anderen Scharfschützen“ sehr wohl zur selben Einheit gehört hätten. Der ukrainische Kameramann der Produktion beschwerte sich nach der Ausstrahlung per Brief bei der ARD über die verzerrte Darstellung. Regierungsgegner und Sanitäter sprachen von 60 bis 70 Toten allein am 20. Februar 2014.
Die Parlamentsabgeordnete Inna Bohoslowska sprach hingegen schon am 20. Februar 2014 von einer Provokation und sagte, der russische Geheimdienst FSB könne dahinterstecken, wie auch Andrej Piontkowski von der „Handschrift von Profis“ sprach, genauer von russischen Spezialeinheiten. Der oft als „Maidan-Kommandant“ benannte Mitbegründer der Sozial-Nationalen Partei (später Swoboda) Andrij Parubij seinerseits war überzeugt, dass dabei keine Spezialeinheiten des Präsidenten im Einsatz waren, sondern eine dritte Partei: „Es gab ein Interesse, die Situation auf dem Maidan eskalieren zu lassen. Ich glaube, das war Teil des russischen Plans, auf der Krim einzumarschieren.“ Der ukrainische Innenminister Arsen Awakow benannte im März 2014 diese „dritte Kraft“ als „nicht ukrainisch“. Diese Meinung, dass Russland hinter den Scharfschützen gestanden habe, vertrat auch Präsident Poroschenko ein Jahr nach den Ereignissen.
Im Oktober 2014 hatte der kanadisch-ukrainische Politikwissenschaftler Ivan Katchanovski von der Universität Ottawa nach dem Studium von Open-Source-Informationen, also online frei verfügbaren Informationen wie Videoaufnahmen aus Fernsehen und Internet sowie Fotos, Berichte von Journalisten, Funkverkehr zwischen den Einsatzkräften, Erklärungen von Beamten und Milizangehörigen, Gutachten über Munition und Waffen sowie Arztbefunden gefolgert, dass auch Oppositionskräfte Scharfschützen eingesetzt hätten. Demnach wurde seiner Meinung nach gezielt nicht nur auf die Polizei, sondern auch auf Demonstranten geschossen. Eine Zusammenfassung „The Maidan Massacre in Ukraine: A Summary of Analysis, Evidence, and Findings“ erschien 2016 in The Return of the Cold War: Ukraine, the West and Russia. Ein Videoanhang wurde auf YouTube zugänglich gemacht.
Die Studie wurde als unwissenschaftlich kritisiert, so hatte sie nach Ansicht von Bohdan Harasymiw keine Theorie und keine Analyse. Volodymyr Ishchenko, der die Ukraine aus linker Sicht analysiert, beschrieb sie als wichtige Studie, falls bewiesen würde, dass die Regierung aufgrund solcher Schüsse an die Macht gekommen wäre. Alexander Sich stellte fest, andere Personen außer David Marples hätten sich nur ad hominem gegen Katchanovski geäußert. David Marples wiederum schrieb, die auch politisch angetriebene Studie sei „kühl“ rezipiert worden. Die Studie sei nicht akademisch, weil nicht publiziert und ohne Kreuzgutachten, darüber hinaus eine chaotische Auflistung gar von Zweiter-Weltkriegs-Hinweisen ohne Zusammenhang. Die Schlussfolgerung sei ein Wirrwarr unlogischer Statements.
Am 6. Mai 2023 wurde Katchanovskys Studie unter dem Titel „The Maidan Massacre Trial and Investigation Revelations: Implications for the Ukraine-Russia War and Relations“ im vom renommierten holländischen Verlag „Brill“ veröffentlichten, peer reviewten Journal „Russian Politics“ publiziert.
Eine zivile und hochaufwändige Dokumentation in Vertretung von drei getöteten Opfern (Ihor Dmytriv, Andriy Dyhdalovych, Yuriy Parashchuk) ergab für die Abgabe von Schüssen Positionen von Berkut-Beamten. Der russische Militärgeheimdienst GRU war gemäß Aussagen der Ermittelnden wesentlich an der sofortigen Desinformationskampagne nach den Schüssen beteiligt.

### Verhaftungen
Am 3. März 2014 gab die Generalstaatsanwaltschaft bekannt, dass zwölf Mitglieder der „Schwarzen Einheit“, einer Spezialtruppe innerhalb der Berkut, verhaftet worden seien. Ihnen werde mehrfacher Mord vorgeworfen.
Die Ukraine klagte 26 Berkut-Mitglieder wegen Terrorismus und Mordes an. Vier ehemalige Polizisten, die im Sommer 2016 in Charkiw festgenommen worden waren, setzten sich im April 2017 nach Russland ab. Von den 26 Männern, die wegen Mordes an 48 Demonstranten angeklagt sind, befinden sich über 20 in Russland (Stand: Mai 2017). Einige der angeklagten Berkut-Polizisten haben inzwischen die russische Staatsbürgerschaft angenommen und arbeiten für die russische Polizeieinheit OMON. Ein ehemaliger Berkut-Kommandant, Sergej Kusjuk, der die erste gewaltsame Niederschlagung der Euromaidan-Proteste am 30. November 2013 in Kiew befohlen hatte, wurde im Juni 2017 bei Anti-Korruptionsprotesten in Moskau gefilmt, wie er eine Gruppe von OMON-Polizisten anleitet. Die Untersuchungshaft gegen fünf verbliebene Angeklagte wurde Anfang April 2017 verlängert.

## Internationale Reaktionen
Der teils heftige Einsatz der Sicherheitskräfte wurde international stark kritisiert. Catherine Ashton, EU-Außenbeauftragte, die am 9. Dezember 2013 in Kiew vor Ort war, bezeichnete den Einsatz als „übermäßig“ und „ungerechtfertigt“. Infolgedessen forderte die EU eine Untersuchung der Geschehnisse.
NATO-Generalsekretär Anders Fogh Rasmussen rief die Konfliktparteien dazu auf, auf Gewalt zu verzichten. In einem Appell an die Regierung forderte er diese dazu auf, die Meinungs- und Versammlungsfreiheit zu gewährleisten. Die Außenminister von Polen und Schweden, Radosław Sikorski und Carl Bildt, bekundeten in einer Erklärung ihre Solidarität zu den Demonstranten.

### Reaktion der deutschen Regierung
Bundesaußenminister Guido Westerwelle, der am 7. Dezember 2013 in Kiew vor Ort war, forderte die Ukraine auf, „die Versammlungsfreiheit zu gewährleisten und die friedlich Demonstrierenden vor jeder Art von Einschüchterung und Gewalt zu schützen“.
Am 18. Februar 2014 verurteilte Bundesaußenminister Frank-Walter Steinmeier die gewalttätigen Ausschreitungen, sowohl der Regierungskräfte als auch der Oppositionsanhänger. Ebenso deutete er ein Umdenken der EU zur Frage der Verhängung von Sanktionen an. Die EU-Kommission und das EU-Parlament forderten aufgrund der von den Regierungskräften angewendeten Gewalt am 19. Februar 2014 Sanktionen gegen die Führung der Ukraine. Abgeordnete der Linkspartei kritisierten die aus ihrer Sicht einseitige Parteinahme der Bundesregierung für die ukrainische Opposition und sprachen mit Blick auf die rechtsextreme Partei Swoboda von einer Verharmlosung von „Faschisten“.

### Reaktion der US-Regierung
Auch die USA zeigten sich empört. Eine Sprecherin des US-Außenministeriums sagte, „Gewalt und Einschüchterung sollten keinen Platz in der heutigen Ukraine haben“. Am 14. Dezember 2013 sprach vor Ort der US-Senator John McCain und unterstützte in seiner Rede die Forderungen der Oppositionsparteien. Mit dem Vorwurf der Verletzung der Menschenrechte in Verbindung mit der politischen Repression in der Ukraine verhängte US-Präsident Barack Obama am 20. Februar 2014 gegen 20 Kabinettsmitglieder und Funktionäre – ohne die Nennung von Namen – der Ukraine eine Einreisesperre. Obama erklärte, betroffen seien alle in der „Kommandokette“, die die Erstürmung des Protestlagers auf dem Kiewer Unabhängigkeitsplatz angeordnet hatten. Ein Diplomat präzisierte namens der US-Regierung, dass sich die Einreisesperren gegen Polizisten und nicht gegen Militärangehörige richten, da das Militär nicht an den Unruhen beteiligt gewesen sei.

### Reaktion der Schweizer Regierung
Die Schweizer Regierung hat Bankkonten gesperrt, auf denen Auslandgelder von Wiktor Janukowytsch und weiterer Personen vermutet werden. Zeitgleich eröffnete die Genfer Staatsanwaltschaft gegen Janukowytsch und dessen Sohn Oleksandr ein Strafverfahren wegen des Verdachts der schweren Geldwäsche. Am 27. Februar 2014 wurde ein Unternehmen des Sohns in Genf durchsucht, teilte die Behörde mit. Die Regierung verfügte die Sperrung der Konten und stellte per Verordnung jegliche Handlung unter Strafe, die eine Verwaltung oder Nutzung mutmaßlich durch Korruption erworbener Vermögenswerte verunmöglicht. Unter den 20 Namen auf der am 28. Februar 2014 vom Schweizer Bundesrat veröffentlichten Liste sind ehemalige Minister der gestürzten Regierung, der ehemalige Regierungschef Nikolai Asarow, die ehemaligen Minister für Finanzen, Juri Kolobow, und Justiz, Olena Lukasch, sowie der ehemalige Generalstaatsanwalt Wiktor Pschonka. Banken in der Schweiz, die Gelder dieser Personen verwalten, sind verpflichtet, sie der Direktion für Völkerrecht im Eidgenössischen Departement für auswärtige Angelegenheiten (EDA) zu melden. Nach Angaben des Ministeriumssprechers hat die Regierung in Bern diese Maßnahmen von sich aus ergriffen; die Übergangsregierung in Kiew habe bislang nicht darum gebeten. Die Bilder der Scharfschützengewehre schweizerischer Herkunft auf dem Maidan (beschafft für die Sicherheit während der Euro 2012) haben die Abstimmung des Nationalrats am 6. März 2014 über eine Lockerung der Kriegsmaterialverordnung nicht beeinflusst.

### Reaktion der russischen Regierung
Der russische Präsident Wladimir Putin erklärte zu Beginn der Proteste in der Ukraine, sie seien „gut vorbereitet aus dem Ausland“ und offenbar eigentlich erst für den Wahlwinter 2015 vorgesehen gewesen. Die Proteste erinnerten ihn weniger an eine Revolution, sondern vielmehr an Krawalle. Seiner Meinung nach hätten die Proteste gegen eine legitime Regierung sowohl mit der Demokratie als auch mit den Beziehungen zwischen der Ukraine und der EU wenig zu tun, denn die meisten Demonstranten wüssten nichts von den Forderungen und diskriminierenden Regelungen, die in dem 1000-seitigen Abkommen der Ukraine auferlegt werden sollen. Stattdessen gehe es primär um innenpolitische Machtkämpfe.
Nach dem Machtwechsel in der Ukraine im Februar 2014 zweifelte Russland die Gesetzmäßigkeit der neuen Führung des Landes an. Ministerpräsident Dmitri Medwedew sprach von einer „realen Gefahr für russische Interessen“ sowie für „Leben und Gesundheit unserer Landsleute“. Moskau griff außerdem den Westen scharf an. Die EU-Staaten und die USA würden ausschließlich aus eigenem geopolitischen Kalkül in der Ukraine aktiv, das Schicksal des Landes sei ihnen nachrangig, erklärte das russische Außenministerium. Es forderte auch, dass die Verfassungsreformen in der Ukraine in einem Referendum zur Abstimmung gestellt werden müssten.

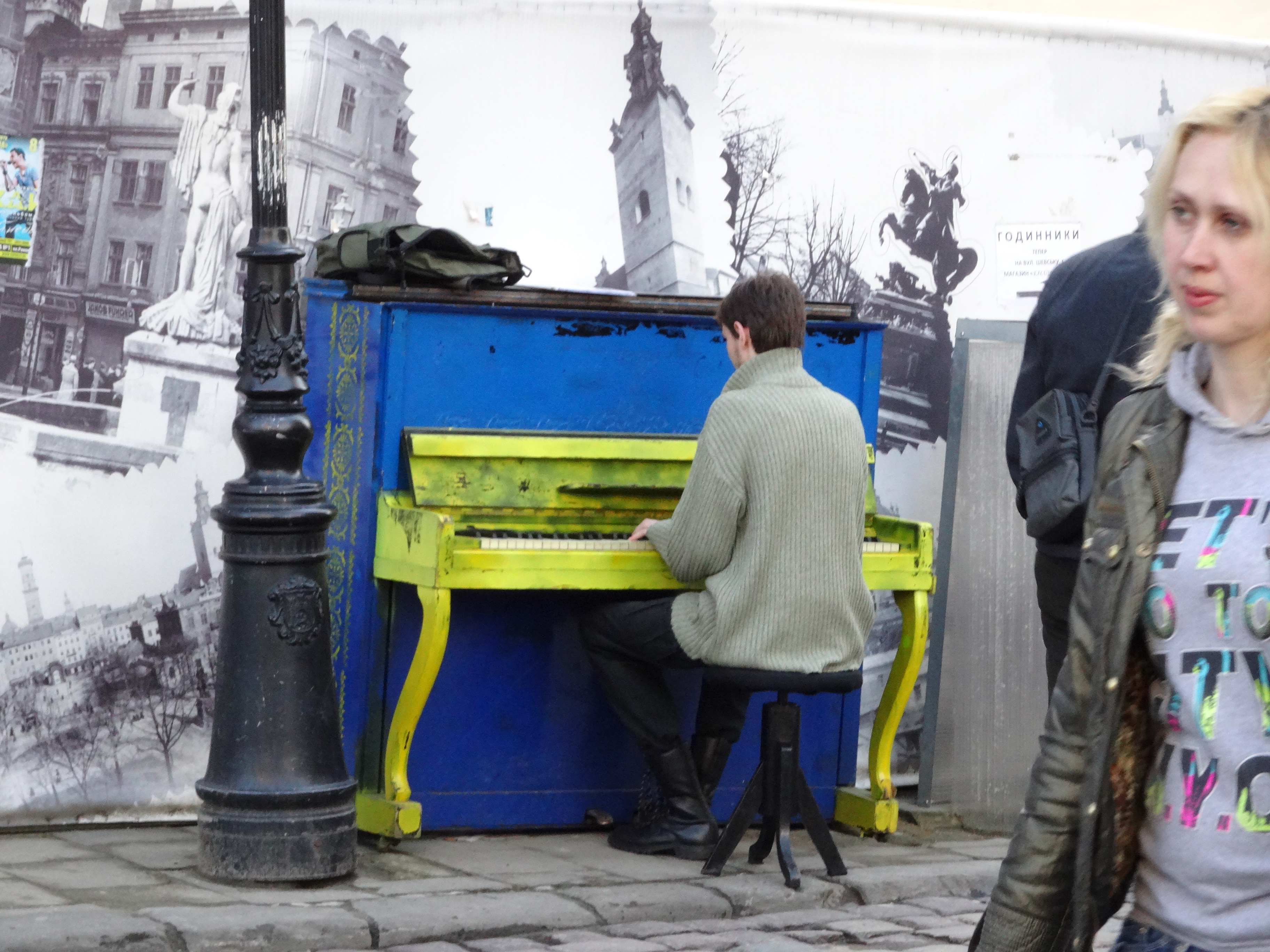
Ausdruck des „stillen Protests“ – ein Pianist auf dem Marktplatz in Lwiw

Am 26. Februar 2014 ließ Putin Teile der russischen Streitkräfte im Westen Russlands in einen Übungsalarm versetzen, um ihre Gefechtsbereitschaft überprüfen zu lassen, wie es hieß. Am 1. März bat der russische Präsident den Föderationsrat um die Erlaubnis für einen Einsatz der russischen Streitkräfte in der Ukraine. Dies sei angesichts der „außergewöhnlichen Situation“ notwendig, um russische Bürger sowie die auf der Krim stationierten Streitkräfte zu schützen, „bis sich die Lage normalisiert habe“. Der Föderationsrat ermächtigte Putin gleichentags zum Einsatz von Truppen.

## Ausländische Einflussnahme auf die Protestbewegung
Ausschlaggebend für die Ereignisse waren die innenpolitischen Faktoren. Der Euromaidan war die größte demokratische Massenbewegung in Europa seit 1989. Trotzdem kursieren in der  Öffentlichkeit verschwörungstheoretische Behauptungen betreffend der Rolle speziell der USA, dies insbesondere in den sogenannten „alternativen Medien“.

Von russischer Seite als auch von Seiten der Janukowytsch-Regierung wird behauptet, dass der Maidan-Protest von EU und NATO gezielt gesteuert wurde, wofür der Begriff Farbrevolutionen genutzt wurde, um Einfluss auf die innenpolitische Situation der Ukraine auszuüben. Der daraus hervorgegangene Regierungswechsel im Februar 2014 sei ein von auswärtigen Mächten herbeigeführter Staatsstreich unter Mithilfe einheimischer rechtsextremer und ultranationalistischer Gruppen; laut Putin sei der Machtwechsel in der Ukraine „ein bewaffneter Umsturz und verfassungswidriger Putsch“ gewesen. Diese Sicht auf die Geschehnisse wurde von westlichen Medien wiederholt als Propaganda bezeichnet. 

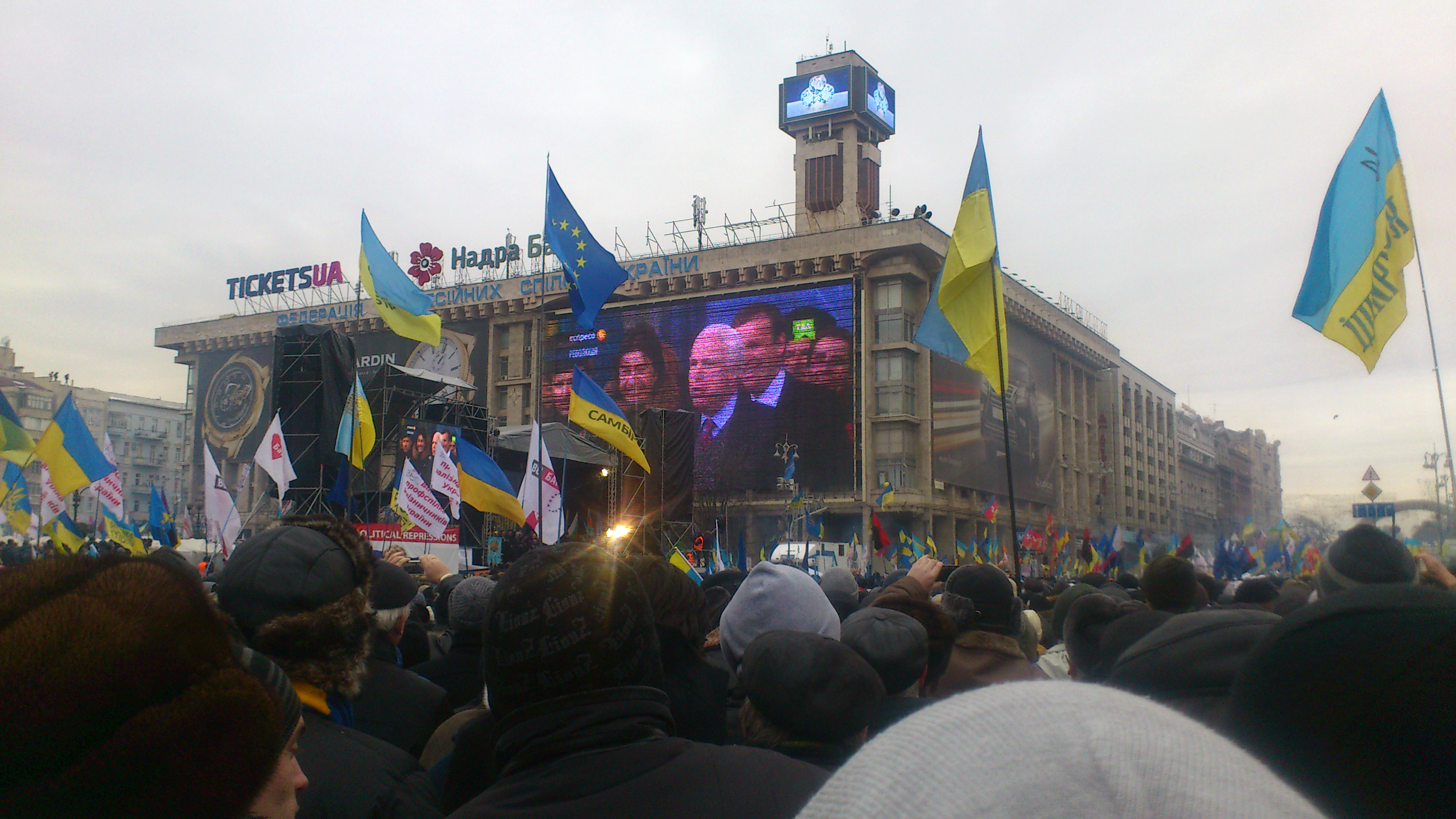
Rede des US-Senators John McCain auf dem Maidan am 15. Dezember 2013: „America Stands with You!“ (Amerika steht auf eurer Seite)

Über nichtstaatliche Stiftungen, Parteien und parteinahe Stiftungen sowie Nichtregierungsorganisationen waren oppositionelle Bewegungen und Organisationen schon seit Jahren offen und transparent unterstützt worden. So hatte UDAR, die Partei Vitali Klitschkos, Kontakt zu der CDU-nahen Konrad-Adenauer-Stiftung. Die Adenauer-Stiftung hielt es für ihre Aufgabe, Oppositionelle zu unterstützen, es kam schon im Vorfeld zu Konflikten mit Regierung und Geheimdienst. In einem Interview mit CNN am 25. Mai 2014 sagte George Soros: „Ich habe in der Ukraine schon vor deren Unabhängigkeit 1991 eine Stiftung gegründet. Sie hat seither funktioniert und spielte eine große Rolle bei den jetzigen Ereignissen“ und dass es im russisch dominierten Osten der Ukraine starken Antisemitismus gebe und Grausamkeiten gegen Juden und Roma.
Der private Fernsehsender Espreso TV wurde mit Beginn des Euromaidan im November 2013 gegründet und berichtete als Teil der Protestbewegung live vom Maidan. Über die National Endowment for Democracy in Washington D.C. waren 2012 3,5 Millionen Dollar an knapp 60 verschiedene Einrichtungen in der ganzen Ukraine geleitet worden. In einem von Fareed Zakaria geführten Exklusiv-Interview am 27. Januar 2015 mit CNN erklärte US-Präsident Barack Obama, einen Deal für einen Machtwechsel ausgehandelt zu haben. Im Februar traf sich Victoria Nuland sowohl mit Tjanhybok als auch mit Arsenij Jazenjuk, der später als neuer Interimspremierminister der Ukraine bestimmt wurde. In dem am 4. Februar 2014 durch Russland an die Öffentlichkeit getragenen Telefongespräch mit Botschafter Pyatt erklärte Nuland, sie zöge Jazenjuk Klitschko vor.
Der Osteuropahistoriker Andreas Kappeler schreibt, es sei zwar richtig, dass Nichtregierungsorganisationen in der Ukraine vom Ausland finanziert worden seien, der Euromaidan sei jedoch „im Kern eine basisdemokratische spontane Massenbewegung gegen eine autoritäre Regierung, die mit dem Zurückziehen der Unterschrift unter den Assoziierungsvertrag ihr Wort gebrochen und mit dem rücksichtslosen Einsatz von Gewalt ihre Legitimität eingebüßt hatte“ und verweist eine „zielgerichtete Planung und Durchführung des Euro-Majdan durch die USA und die EU“ ins Reich der Verschwörungstheorien. Der Politikwissenschaftler Paul D’Anieri macht als Ursache für die Eskalation seit 2010 den Versuch der Janukowytsch-Regierung aus, ein autoritäres Modell zu etablieren und mehr Macht an sich zu ziehen.

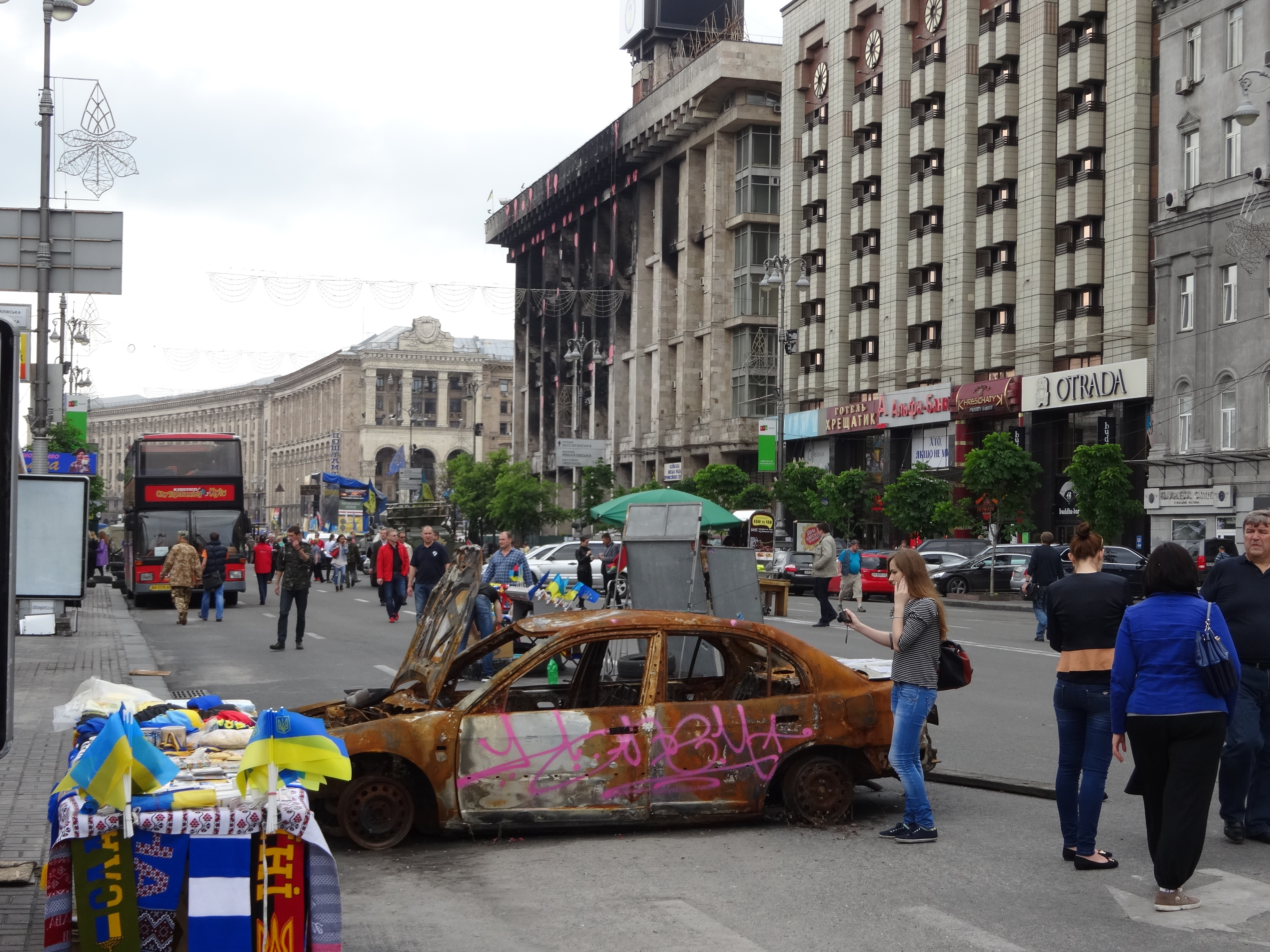
Nach den Unruhen

## Mediale Berichterstattung

### Berichterstattung in Russland
Russische Staatsmedien verstärkten ihre Aktivitäten in der Ukraine seit November 2013, um die Unterstützung der russischstämmigen Bevölkerung der Ukraine für Aktionen gegen die Ukraine zu gewinnen. Dazu gehörte die Bezeichnung der Demonstranten als Rechtsextreme oder Faschisten. Slawisten und Extremismusforscher aus verschiedenen Ländern kritisierten, dass in vielen Reportagen und Kommentaren die Rolle, der Stellenwert und der Einfluss rechter Kräfte auf dem Euromaidan überbewertet bzw. fehlinterpretiert werde. Es sei unbestritten, dass unter den Demonstranten auch Rechts- und Linksextreme gewesen seien, jedoch sei die „starke Betonung der Beteiligung rechtsextremer Randgruppen an den Protesten in einigen internationalen Medienberichten (…) ungerechtfertigt und irreführend.“ In russischen Medienberichten diene die übermäßige Betonung rechter Demonstranten der Diskreditierung der Euromaidan-Bewegung und als Vorwand für politische oder militärische Interventionen Russlands.
Eine Untersuchung der russischen Berichterstattung über den Euromaidan zeigte, dass das russische Fernsehen (NTW, Perwy kanal, Rossija 24) und Zeitungen (Rossijskaja gaseta, Komsomolskaja Prawda) die offizielle Position des Kreml unterstützen. Euromaidan-Demonstranten wurden in den untersuchten russischen Medien als bewaffnete „Radikale“, „Kämpfer“ und „Extremisten“ bezeichnet. Die Berkut-Polizisten wurden hingegen als „waffenlos“ und als einzige Möglichkeit dargestellt, einen „Bürgerkrieg“ zu verhindern. Die Berichterstattung konzentrierte sich auf Opfer unter den Polizisten, die sich gegen einen bewaffneten „brutalen Mob von Betrunkenen und Drogenabhängigen“ verteidigten. NTW zeigte zwar Szenen, auf denen Polizisten mit Schusswaffen zu sehen waren, allerdings behauptete der Sender, dass die Demonstranten die Polizisten als Geiseln genommen und sich ihre Uniformen angezogen haben. In den Zeitungen wurden die Proteste als eine direkte Bedrohung für Russland dargestellt. Die Vereinigten Staaten seien für die Proteste verantwortlich und die Europäische Union unterstütze die „Verbrecher“, so die Zeitungen. Andere Behauptungen russischer Medien waren, dass die Grenzen der Ukraine „künstlich“ seien und die Ukraine ein Failed state sei, diese Ansichten vertrat Präsident Putin seit mindestens 2008.

### Berichterstattung in Deutschland
Hanno Gundert vom Netzwerk für Osteuropa-Berichterstattung erklärte am 15. April 2014 in der Deutschen Welle, dass zunächst kaum ein Journalist den Maidan verlassen habe, um sich ein umfassenderes Bild von der Lage im Land zu machen. Im Hotel Ukrajina direkt am Platz hätte sich eine Art „Pressezentrum der Opposition“ etabliert. Die gesamte Berichterstattung sei von Schwarz-Weiß-Positionen geprägt – in der einen wie in der anderen Richtung. Gundert unterzeichnete den Gegenaufruf zum (prorussischen) Appell für eine andere Russlandpolitik. Der Gegenaufruf beklagte die Fehlinformationen der „Kremlsprecher“ in deutschen Fernsehdiskussionen zur Ukraine. Simon Weiß, Politikwissenschaftler an der Universität Heidelberg, meinte zur Berichterstattung während der ersten Phase der Proteste: „Man sah es als einen zivilgesellschaftlichen Protest gegen einen schlechten Herrscher. Hier der Westen, da der finstere Herrscher und das finstere Russland – Fortschritt gegen Korruption.“ Die deutschen Medien seien in ihrer Sichtweise anfangs wie die Bundesregierung einseitig und unausgewogen gewesen, so Weiß. Derweil wunderten sich Ukrainer und fragten sich zu Beginn erstaunt und schließlich verärgert: Woher kamen die Fragen nach Faschisten in den Straßen? Sonja Margolina vom Netzwerk für Osteuropa-Berichterstattung äußerte, dass Russen noch im Juni 2014 bei den Ukrainern selbst keineswegs als Feind, sondern eher als „von der Kreml-Propaganda verseuchte Zombies“ betrachtet worden seien.
Das Medienmagazin Zapp des Norddeutschen Rundfunks kam nach Betrachtung von ARD-Sendungen von November 2013 bis Februar 2014 zu dem Schluss, dass „fast 80 Prozent der Interviewpartner Regierungsgegner [waren]“. Eine empirische Untersuchung, wer in deutschen Talkshows in den öffentlich-rechtlichen Sendern ARD, ZDF und Phoenix zum Thema eingeladen wurde, ergab hingegen, dass doppelt so viele russische wie ukrainische Staatsbürger präsent waren und dass Ukrainer deutlich seltener eine Stimme bekamen als Russen. In einem Drittel der Sendungen hatte die Ukraine keinen Fürsprecher. 38 % der eingeladenen Gäste waren Journalisten, unter ihnen überproportional viele Russen von staatskontrollierten Medien. Unter den Gästen waren die Befürworter einer Entspannungspolitik gegenüber Russland im Vergleich zu den Befürwortern einer Eindämmungspolitik in der Überzahl. Von einer Russlandfeindlichkeit in deutschen Talkshows könne nicht die Rede sein. Laut der Linguistin Anja Lange fehlten deutsche Journalisten, die Ukrainisch sprechen und fundierte Kenntnis über die ukrainische Geschichte und Kultur haben. Die Osteuropazentralen vieler Fernsehsender und Zeitungen seien in Moskau, nicht in Kiew. In der deutschen Berichterstattung über die Maidan-Proteste habe es vor allem viele Russlandexperten gegeben, die den Konflikt aus russischer Sicht zu erklären versuchten.
Ein von telepolis veröffentlichtes Protokollresümee des Programmbeirats der ARD hielt einstimmig fest, die Berichterstattung der ARD über den Ukraine-Konflikt im Zeitraum Dezember 2013 bis Juni 2014 habe teilweise den „Eindruck der Voreingenommenheit“ vermittelt und sei „tendenziell gegen Russland und die russischen Positionen“ gerichtet. Im Protokoll werden zehn Punkte genannt, darunter die Zentrierung auf die Person Putins, die mangelnde Erläuterung der Beteiligung rechtsnationalistischer Kräfte sowie der Strategien des Westens und die mangelnde Analyse des Assoziierungsabkommens, mithin generell ein Mangel an Hintergrundinformation. Der Beirat selbst schrieb zu dieser Veröffentlichung, es sei „wichtig darauf hinzuweisen, dass das Resümee eine verkürzte Zusammenfassung darstelle“ und dass „seine Beobachtung der Ukraine-Berichterstattung differenzierter sei, als es in der Öffentlichkeit dargestellt worden sei, in der es teilweise auch sehr zugespitzt transportiert worden sei“. Der Chefredakteur der ARD, Thomas Baumann, wies die Kritik des Programmbeirats „energisch“ zurück.
Die Historikerin Franziska Davies wies in einem Artikel darauf hin: „Der deutsche Diskurs über die Ukraine hat aber noch eine andere Dimension, denn nicht immer geht es tatsächlich um die Ukraine. Vielmehr scheint es einigen Kommentatoren inzwischen wichtiger, sich als vermeintliche kritische Minderheit gegenüber dem medialen ‚Mainstream‘ zu positionieren.“ () Dass die russische Propaganda, die von der Propaganda der CIA im Kalten Krieg gelernt habe, zur Ukraine bei „linken Globalisierungsgegnern wie auch bei rechten Wirrköpfen und Verschwörungstheoriefreunden“ gut ankam, erklärte Robert Misik klar mit deren Hang, „Wahrheiten“ prinzipiell nur abseits des sogenannten Mainstreammedien zu suchen. Die Revolution ist bunt, aber Russland streut, sie sei braun. „Wär’s nicht so komisch, wär’s richtig lustig: Etwa, dass Faschisten andere Leute als ‚Faschisten‘ beschimpfen.“ „Wer sich auf Seite von Kleptokraten und der Aggression stellt, hat die elementarsten Erkenntnisse der Geschichte nicht verstanden.“

## Juristische Folgen
Im Januar 2021 verurteilte der Europäische Gerichtshof für Menschenrechte den ukrainischen Staat wegen zahlreicher Menschenrechtsverletzungen bei der Niederschlagung der Proteste in der Zeit November 2013 bis Februar 2014 zu Entschädigungszahlungen von insgesamt mehr als 350.000 Euro. Unter dem damaligen Staatspräsidenten Wiktor Janukowytsch versuchte die Polizei „mit exzessiver Gewalt und gesetzwidrigen Festnahmen“, die zunächst friedlichen Proteste niederzuschlagen.

## Film
- Maidan, 2014, Dokumentarfilm von Sergei Loznitsa, Mediathek der Bundeszentrale für politische Bildung (134 Minuten).
- Winter on Fire: Ukraine’s Fight for Freedom, 2015, für einen Oscar nominierter Dokumentarfilm von Evgeny Afineevsky.
- Gefasst. Die Todesschützen vom Kiewer Maidan-Platz. Video in: Spiegel TV Magazin vom 20. März 2016 (12 Minuten).
- Ukraine on Fire, 2016, Dokumentarfilm mit Oliver Stone, der den Euromaidan als von der USA angefachten Staatsstreich darstellt.
- Das Ukraine-Dilemma, 2020, mehrfach prämierter Dokumentarfilm über die Ukraine nach dem Ende der Sowjetunion hin zu Unabhängigkeit und Demokratie.